# Melfi
Melfi (AFI: [ˈmɛlfi]) è un comune italiano di 16 881 abitanti della provincia di Potenza in Basilicata.
Costituita da un centro storico di aspetto complessivamente medievale, fu la prima capitale della dominazione normanna nel sud Italia e, nel periodo svevo, uno dei luoghi di residenza di Federico II e della sua corte di vassalli scesi in Italia, dove il sovrano promulgò il codice legislativo del regno di Sicilia, comunemente noto come Costituzioni di Melfi. In epoca aragonese, divenne feudo di Andrea Doria, insignito del titolo di principe di Melfi, che fu mantenuto dai suoi eredi fino al 2000. Successivamente, la città conobbe un inesorabile declino divenendo teatro di conflitti nel periodo del brigantaggio e luogo di confino per gli antifascisti.
Oggi la città è un importante centro industriale ed è sede di diverse imprese. Il polo di San Nicola di Melfi, sorto nei primi anni novanta, è particolarmente noto per uno stabilimento automobilistico della multinazionale Stellantis, in passato del gruppo FIAT.

## Geografia fisica

### Territorio
Melfi si colloca nell'estremo nord della Basilicata, alla base del Monte Vulture, vulcano inattivo dall'era protostorica, al confine con la Puglia (provincia di Foggia) e la Campania (provincia di Avellino), confine segnato dal fiume Ofanto. Il territorio comunale, prettamente collinare, si sviluppa su una superficie di 206,25 km², secondo comune per estensione nella provincia.
- Classificazione sismica: zona 1 (sismicità elevata-catastrofica),[9] Ordinanza PCM n. 3274 del 20/03/2003

### Clima
Da zona interna, che risente solo parzialmente dell'azione temperata del mare, e con altimetria di poco superiore ai 500 metri, Melfi si ritrova ad avere un clima temperato fresco, con piogge irregolari e presenti perlopiù nelle stagioni autunnale e invernale. Gli inverni sono relativamente rigidi con possibili nevicate. Le estati sono piuttosto calde con un clima secco. Secondo i dati medi del trentennio 1961-1990, la temperatura media del mese più freddo, gennaio, si attesta a +5,6 °C, mentre quella del mese più caldo, agosto, è di +23,6 °C.
| Melfi               | Mesi | Mesi | Mesi | Mesi | Mesi | Mesi | Mesi | Mesi | Mesi | Mesi | Mesi | Mesi | Stagioni | Stagioni | Stagioni | Stagioni | Anno |
| Melfi               | Gen  | Feb  | Mar  | Apr  | Mag  | Giu  | Lug  | Ago  | Set  | Ott  | Nov  | Dic  | Inv      | Pri      | Est      | Aut      | Anno |
| ------------------- | ---- | ---- | ---- | ---- | ---- | ---- | ---- | ---- | ---- | ---- | ---- | ---- | -------- | -------- | -------- | -------- | ---- |
| T. max. media (°C)  | 8,8  | 9,9  | 12,5 | 16,4 | 20,9 | 26,2 | 29,5 | 30,0 | 25,4 | 19,2 | 14,6 | 11,1 | 9,9      | 16,6     | 28,6     | 19,7     | 18,7 |
| T. min. media (°C)  | 2,4  | 2,7  | 4,4  | 7,2  | 10,6 | 14,5 | 16,9 | 17,2 | 14,5 | 10,5 | 7,0  | 4,7  | 3,3      | 7,4      | 16,2     | 10,7     | 9,4  |
| Precipitazioni (mm) | 92   | 81   | 76   | 72   | 55   | 43   | 32   | 31   | 55   | 82   | 98   | 94   | 267      | 203      | 106      | 235      | 811  |

- Classificazione climatica di Melfi:[12]
  - Zona climatica D;
  - Gradi giorno 1 841.

## Origini del nome
Le origini del nome di Melfi deriverebbero dal piccolo fiume Melpes, citato dallo scrittore e naturalista latino Plinio il Vecchio, che a onor del vero lo colloca in prossimità di Capo Palinuro, a sua volta distante centomila passi da Reggio Calabria. In Naturalis historia si legge: «…promunturium Palinurum, a quo sinu recedente traiectus ad Columnam Regiam C m. p. - proximum autem flumen Melphes…».

## Storia

### Origini
La fondazione di Melfi (sebbene abitata da epoche remote) è di ignota datazione ed esistono vari pareri discordanti. Giovanni Pontano e Leandro Alberti sostennero che i fondatori fossero greci; il monaco longobardo Erchemperto nelle sue opere attribuì la nascita di Melfi ad alcune famiglie dell'Impero romano, le quali avrebbero inizialmente deciso di trasferirsi nella Bisanzio ricostruita da Costantino il Grande. Ma, a causa di un violento nubifragio nei pressi della Schiavonia, si sarebbero fermate a Ragusa (Croazia), fondando un villaggio chiamato Malfi, oggi integrato come quartiere della città con il nome di Zaton. Da qui furono scacciate dai vicini abitanti di Ragusa, per cui sarebbero tornate sulle coste italiane dapprima a Molfetta e poi, insediandosi nell'area del Vulture, avrebbero fondato Melfi. Lo storico locale Gennaro Araneo afferma che un ricordo di tali eventi sarebbe rimasto nel lessico dialettale, secondo cui l’aggettivo rausèo (raguseo) indica effettivamente una persona infida e irriconoscente. Però, per l'insicurezza dalle orde di barbari e le loro scorrerie, continuarono nel loro pellegrinaggio e fondarono Amalfi (alcuni ritengono che dal nome di Melfi deriverebbe quello della città campana: a Melphis).
Più certa datazione riferisce la fondazione ai primi anni dell'XI secolo, ad opera del generale bizantino Basilio Boioannes (catapano d'Italia dal 1017 al 1027), che la fortificò nel 1018, poiché non esistono prove documentali dell'esistenza della città in tempi precedenti. Né risulta, con le vicine Rapolla e Venosa, nell'elenco delle città daune nominate da Plinio il Vecchio nel 70 d.C. circa.

### Dall'antichità ai Normanni

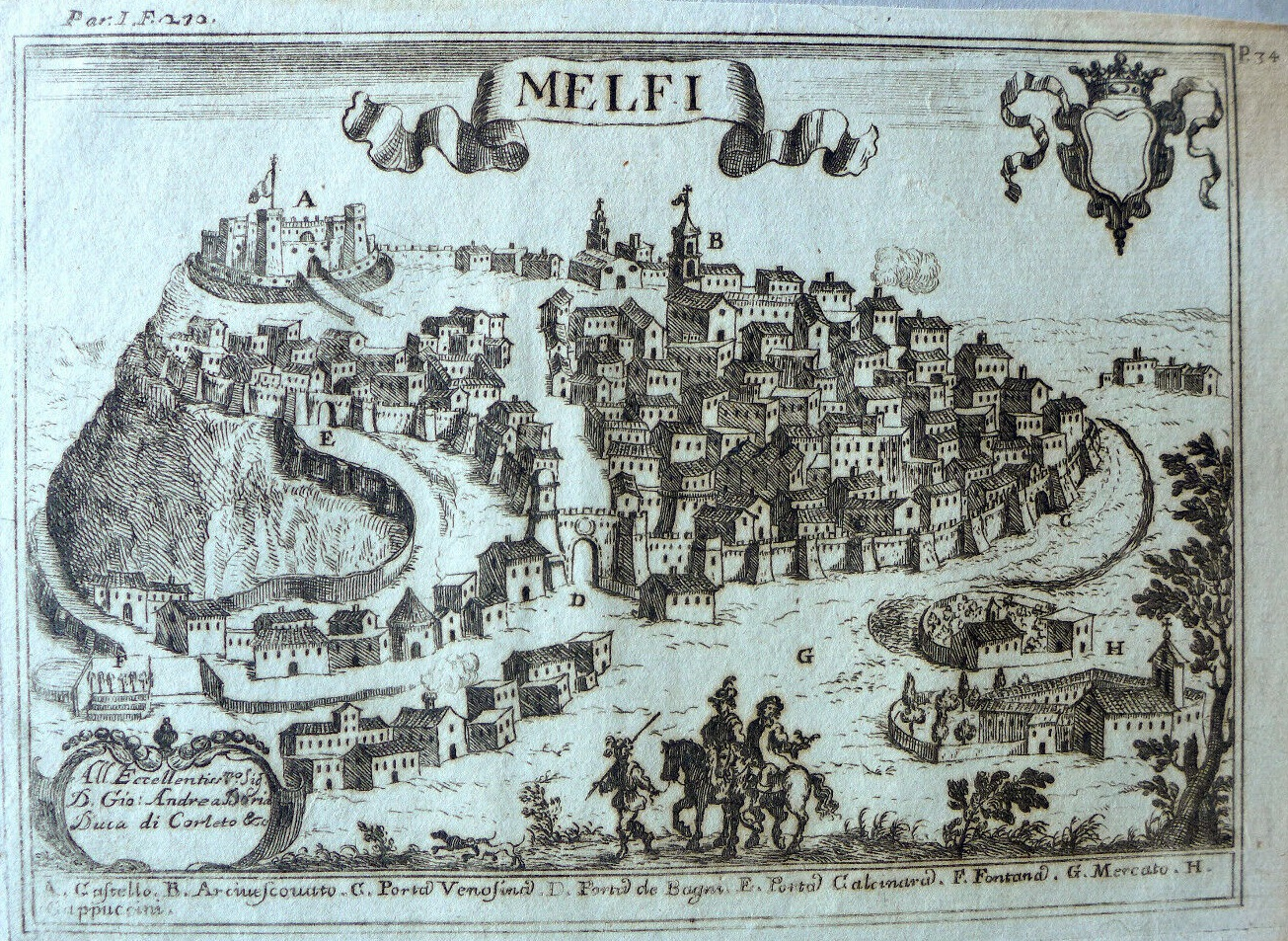
Antica stampa di Melfi, sede della contea di Puglia, poi capitale provvisoria del ducato di Puglia e Calabria

I primi centri abitati, situati nella frazione Leonessa e resti di una mastodontica necropoli trovati in località Toppo d'Avuzzo a Rapolla attestano che l'area del melfese era abitata sin dai tempi del neolitico; Dauni e Lucani furono tra le prime civiltà a insediarsi nel suo territorio. In epoca romana, l'abitato era in secondo piano rispetto ad altre località limitrofe come Venusia (l'attuale Venosa), dato che quest'ultima, trovandosi, assieme a Strapellum (l'attuale Rapolla), in un punto strategico della via Appia, fu un importante centro di scambi commerciali.
Con la caduta dell'Impero Romano, la zona, occupata dai Bizantini e poi dai Longobardi, iniziò ad acquistare maggior importanza, ma fu con l'avvento dei Normanni che iniziò ad assumere un ruolo fondamentale. Nel 1042, Guglielmo Braccio di Ferro e gli altri membri della famiglia Altavilla ottennero dal duca longobardo Guaimario IV di Salerno il riconoscimento ufficiale della conquista della città, diventando in cambio suoi vassalli e partirono da Melfi per mettere sotto il proprio dominio l'intero meridione d'Italia.
A Melfi, sede della contea di Puglia, si tennero cinque concili, organizzati da cinque diversi Pontefici tra il 1059 e il 1137. Nel I concilio del 1059, il papa Niccolò II riconobbe i possedimenti conquistati dai Normanni e nominò Roberto il Guiscardo duca di Puglia e Calabria, che divenne vassallo della Chiesa. La città stava passando un momento fulgido della sua storia e in tale circostanza diventava la capitale del ducato di Puglia e Calabria nel 1059.
Melfi, nonostante dovesse presto cedere il titolo di capitale a Salerno, continuò a essere un centro piuttosto importante dell'impero normanno. La città fu luogo di organizzazione di altri sinodi. Il papa Alessandro II dal primo agosto 1067 presiedette il concilio di Melfi II; ricevette il principe longobardo di Salerno, Gisulfo II, e i fratelli Roberto il Guiscardo e Ruggero Altavilla. Nel corso del concilio di Melfi III, del 1089, il papa Urbano II indisse la prima Crociata in Terra santa, poi Pasquale II nell'1101 convocò il concilio di Melfi IV e infine Innocenzo II nel 1137 celebrò il concilio di Melfi V, ultimo della serie.

### Dagli Svevi agli Aragonesi

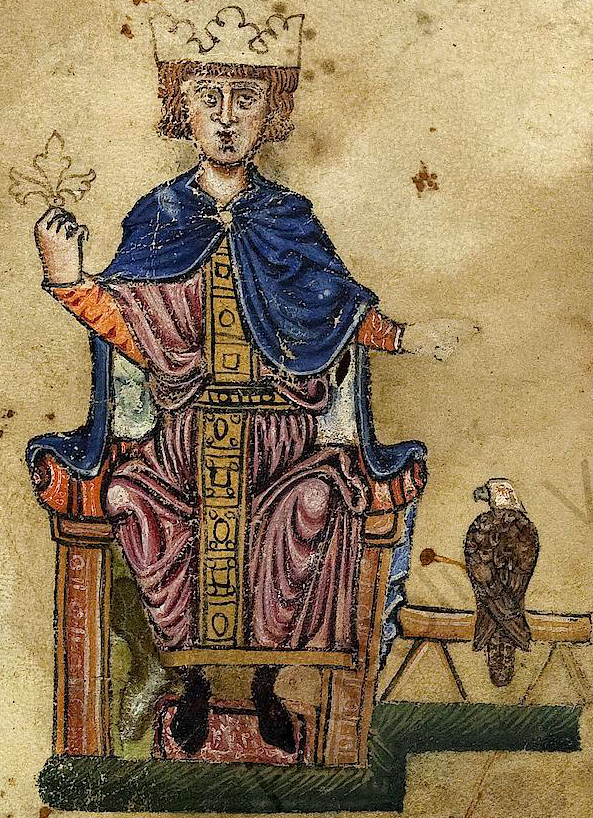
Federico II con il falcone

Ai Normanni si sostituirono gli Svevi di Federico II Hohenstaufen, che portò Melfi e il suo castello a nuovi splendori. L'imperatore scelse la città come residenza estiva e qui (ma anche nelle località di Lagopesole, Palazzo San Gervasio e, secondo alcune fonti, anche Monticchio) trascorse i suoi momenti di svago, dato che prediligeva le foreste del Monte Vulture per praticare la falconeria (la caccia col falcone), il suo hobby preferito.
Il sovrano svevo promulgò dal castello le Costituzioni di Melfi (o Constitutiones Augustales), codice unico di leggi per l'intero regno di Sicilia, opera fondamentale nella storia del diritto, le cui caratteristiche sono considerate "moderne" da molti storici. Agli Svevi succedettero gli Angioini, e per Melfi iniziò il declino, sebbene Carlo II d'Angiò fece ristrutturare e ampliare massicciamente il castello. Gli Angioini vennero spodestati dagli Aragonesi, che divennero i nuovi dominatori di Melfi.
Poco più di due secoli dopo, quando Melfi era da tempo sotto il dominio spagnolo, l'esercito francese guidato da Pietro Navarro e Odet de Foix causò uno degli avvenimenti più truculenti della storia della città. Infatti, tra il 22 e il 23 marzo 1528, avvenne il cosiddetto assedio di Melfi, passato alla storia come "La Pasqua di sangue", ove la città venne saccheggiata, bruciata e gran parte della popolazione venne sterminata, le cui cifre approssimate si aggirano tra le 3.000 e le oltre 4.000 persone uccise L'offensiva francese venne sradicata dal re di Spagna Carlo V, che riconquistò Melfi nel 1531, ma la città, ormai ridotta in macerie, fu abbandonata per mesi. Con l'emissione di due editti da parte del sovrano, Melfi venne ripopolata da persone provenienti dagli abitati limitrofi e da una colonia di albanesi; inoltre fu conferita del titolo di "fedelissima" ed esentata dal pagamento dei tributi per 12 anni.

### Dal Cinquecento a oggi

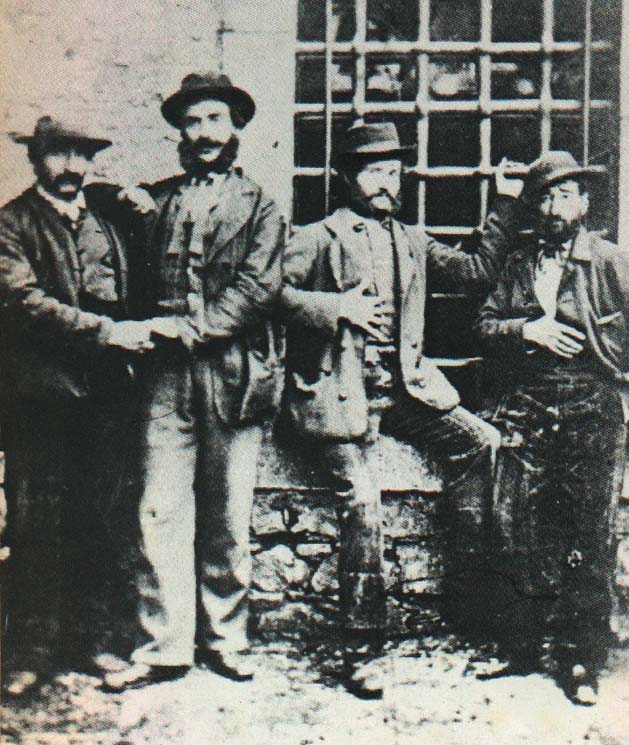
Da destra: i briganti Tinna, Lamacchia, Cafo e Caruso in carcere a Melfi

In un periodo tormentato dalla lotta fra angioini e aragonesi, interessante appare la descrizione delle terre fortificate e pronte a subire assedi, tra cui Melfi che:
Dal 1531 la città fu governata dalla famiglia dei Doria di Genova, sotto la sovranità delle dinastie reali spagnole degli Asburgo e dei Borbone; furono secoli di declino durante i quali avvennero varie insurrezioni sociali, come nel 1728 contro la gabella della farina e nel 1831 per la quotizzazione delle terre demaniali. Il 10 settembre 1656 si diffuse un focolaio di peste, che provocò oltre 500 morti in un semestre. Nel 1742, durante il regno di Carlo di Borbone, l'influente giurista Bernardo Tanucci, dopo la spedizione navale britannica contro Napoli di quell'anno, constatata la vulnerabiltà della città partenopea agli attacchi dal mare, propose invano di spostare la capitale del regno a Melfi.
Proclamata l'effimera Repubblica Napoletana (1799), a Melfi fu piantato l'albero della libertà e la città fu controllata dai giacobini fino all'arrivo dell'esercito sanfedista del cardinale Ruffo, il 29 maggio dello stesso anno. Ruffo riuscì ad impedire il saccheggio della città, anche se numerosi prigionieri perirono nelle prigioni melfitane, non si conosce se per malattia o per maltrattamenti.
Un violento terremoto distrusse buona parte dell'abitato nel 1851, uccidendo un gran numero di persone. Poco dopo l'unità d'Italia, la città, coinvolta nel brigantaggio, subì l'occupazione dell'armata di Carmine Crocco nel mese di aprile 1861, ove si fecero notare i briganti Domenico "Malacarne" Zappella e Michele Schirò. Saccheggiata la città, Crocco destituì le autorità liberali e proclamò un governo in nome di Francesco II. L'occupazione della città destò preoccupazione da parte del regno italiano, tant'è che Giuseppe Garibaldi citò il "governo provvisorio a Melfi" durante una discussione parlamentare. Più tardi la città fu teatro di condanne a morte per i briganti Giuseppe Schiavone, Giuseppe Petrelli e Aniello Rendina, giustiziati il 28 novembre 1864 dai bersaglieri sabaudi.
Il 19 luglio 1868, la città diede i natali a Francesco Saverio Nitti, presidente del consiglio e ministro, nonché uno dei maggiori fautori del meridionalismo, assieme a Giustino Fortunato. In era fascista, Melfi, come altri luoghi della Basilicata, fu terra di confino e tra i personaggi costretti al soggiorno obbligato vi furono antifascisti come Manlio Rossi-Doria, Franco Venturi, Ada Rossi, Eugenio Colorni e sua moglie Ursula Hirschmann.
La città fu devastata dal terremoto del Vulture nel 1930, che rese Melfi il comune dell'area maggiormente danneggiato e subì forti flussi migratori verso il nord Italia e il nord Europa. Durante la seconda guerra mondiale fu bombardata dalle flotte alleate, per la precisione il 26 settembre 1943, nel bombardamento ad opera del 12th NATBF e DAF, che colpì: Benevento, Melfi, Foggia, Pomigliano D'Arco e Sarno; nell'occasione si registrarono numerose vittime tra i civili.
Nel 1980 fu di nuovo gravemente colpita dal terremoto dell'Irpinia che interessò gran parte del meridione.
Iniziò a vedere una certa ripresa agli albori degli anni novanta, con l'impianto degli stabilimenti FIAT e Barilla presso la zona industriale di San Nicola di Melfi.

### Simboli
Blasonatura stemma
Blasonatura gonfalone
Blasonatura bandiera

## Monumenti e luoghi d'interesse

### Architetture religiose

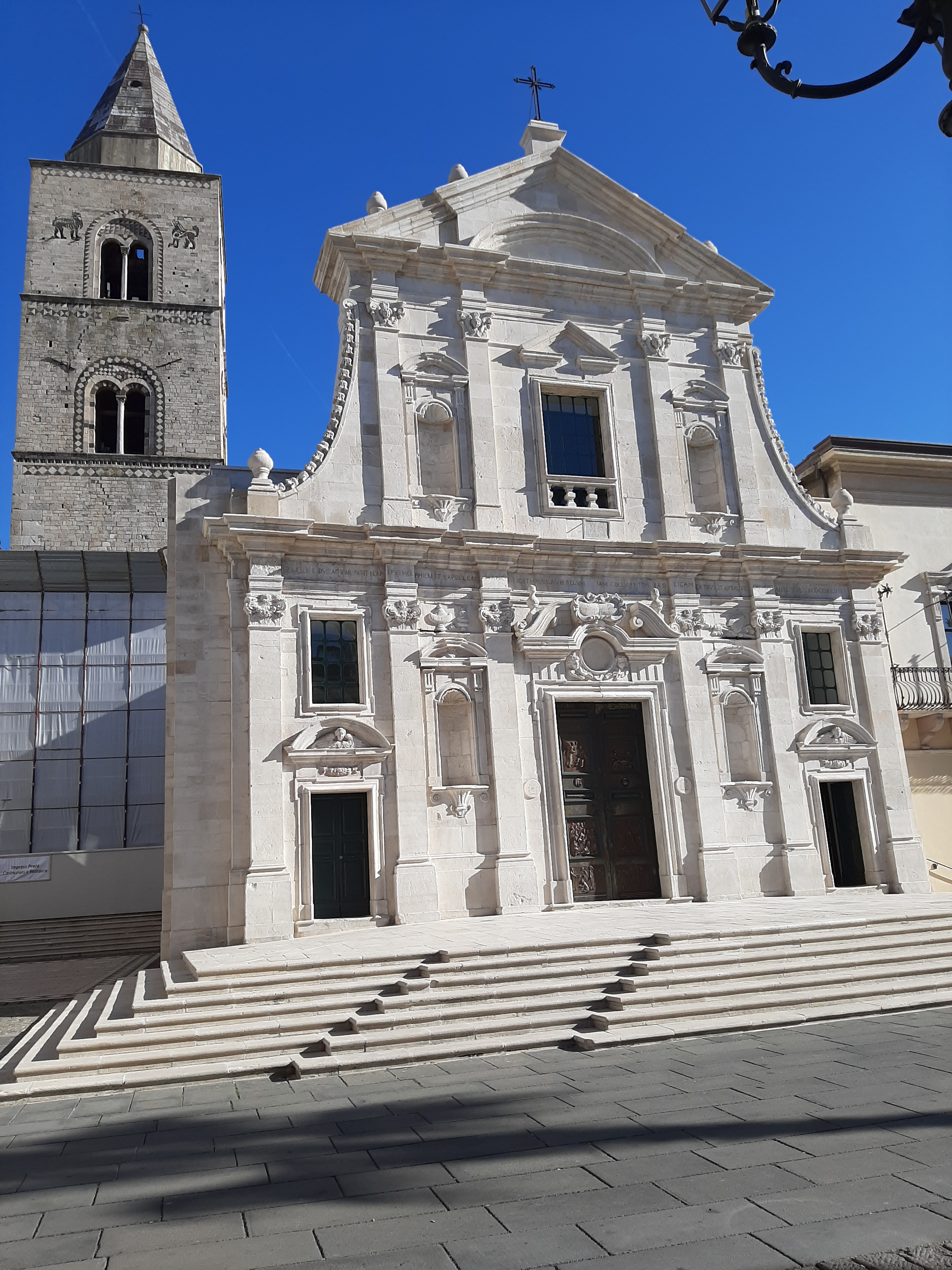
Cattedrale di Santa Maria Assunta

#### Cattedrale di Santa Maria Assunta
Progettata da Noslo di Remerio, iniziò ad essere costruita nel 1076 per volere di Roberto il Guiscardo, sebbene altre fonti attestano la data d'inizio nel 1153, sotto l'ordine di Guglielmo I di Sicilia. Del suo passato normanno è rimasto ben poco per via dei terremoti e dei ripetuti restauri che hanno reso il suo attuale aspetto prettamente barocco, a eccezione del campanile, eretto nel 1153 per ordine di Ruggero II, il quale conserva ancora uno stile romanico normanno. L'interno ha pianta a croce latina e tre navate, sormontate da un soffitto a cassettoni dorati e da una cupola di forma piramidale a otto facce.

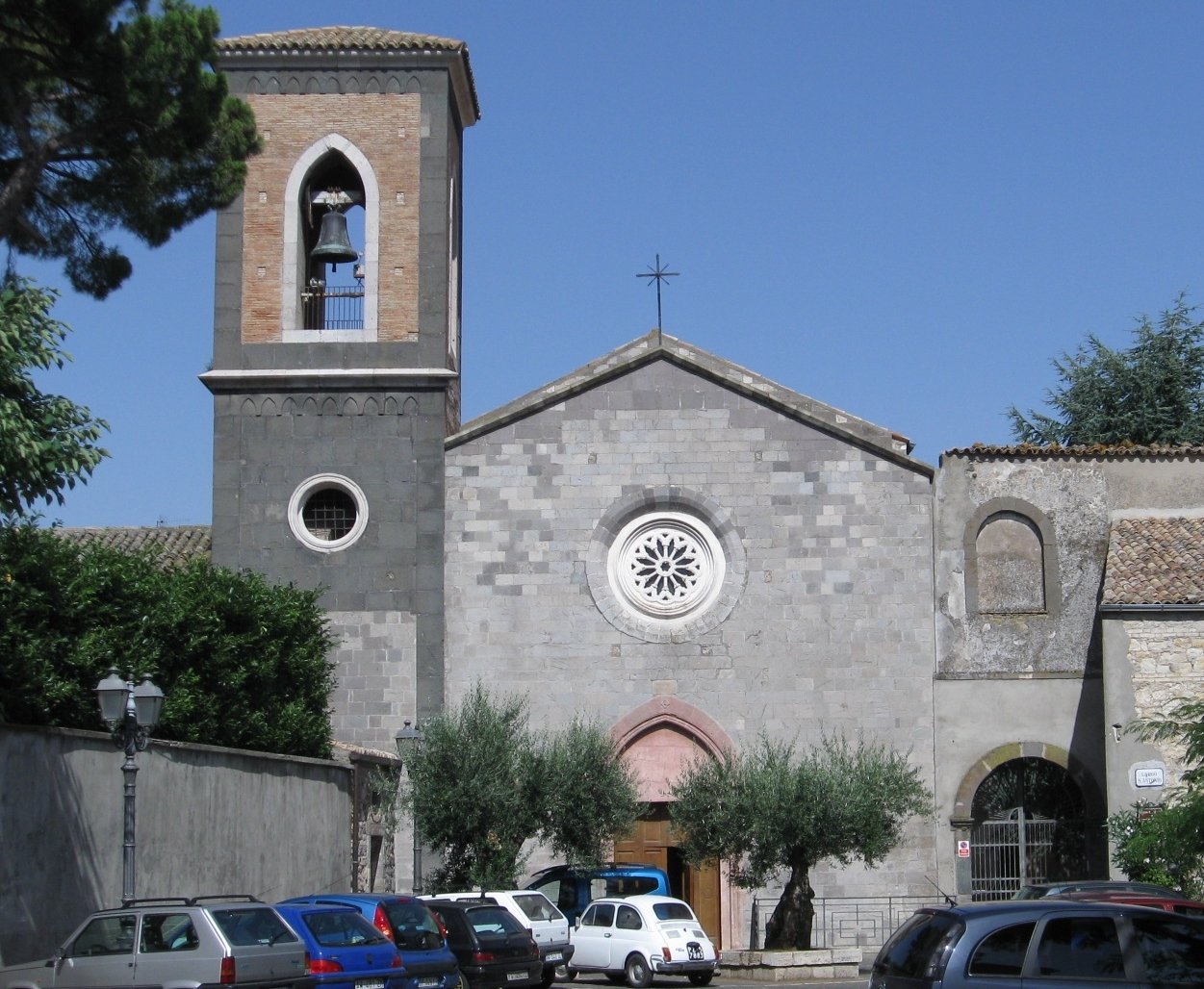
Chiesa di Sant'Antonio

#### Chiesa di Sant'Antonio
La costruzione avvenne nel 1423 e i restauri dopo il 1851. Fu gravemente danneggiata dall'esercito di Odet de Foix nel 1528, durante l'assedio di Melfi e resistette ai terremoti del 1731 e del 1752, ma quello del 1851 la danneggiò seriamente. Dal XVII al XVIII secolo, la chiesa viene dedicata a Sant'Antonio. Di stile romanico e gotico, conserva affreschi dell'epoca, una statua lignea di Sant'Antonio con Bambino dipinto in oro e un dipinto di Carlo Sellitto raffigurante Le Anime del Purgatorio. Durante le opere di restauro furono scoperti due archi in stile gotico, ove sull'arco trionfale è scolpita la data di ricostruzione (1523), a seguito del sisma del XV secolo.

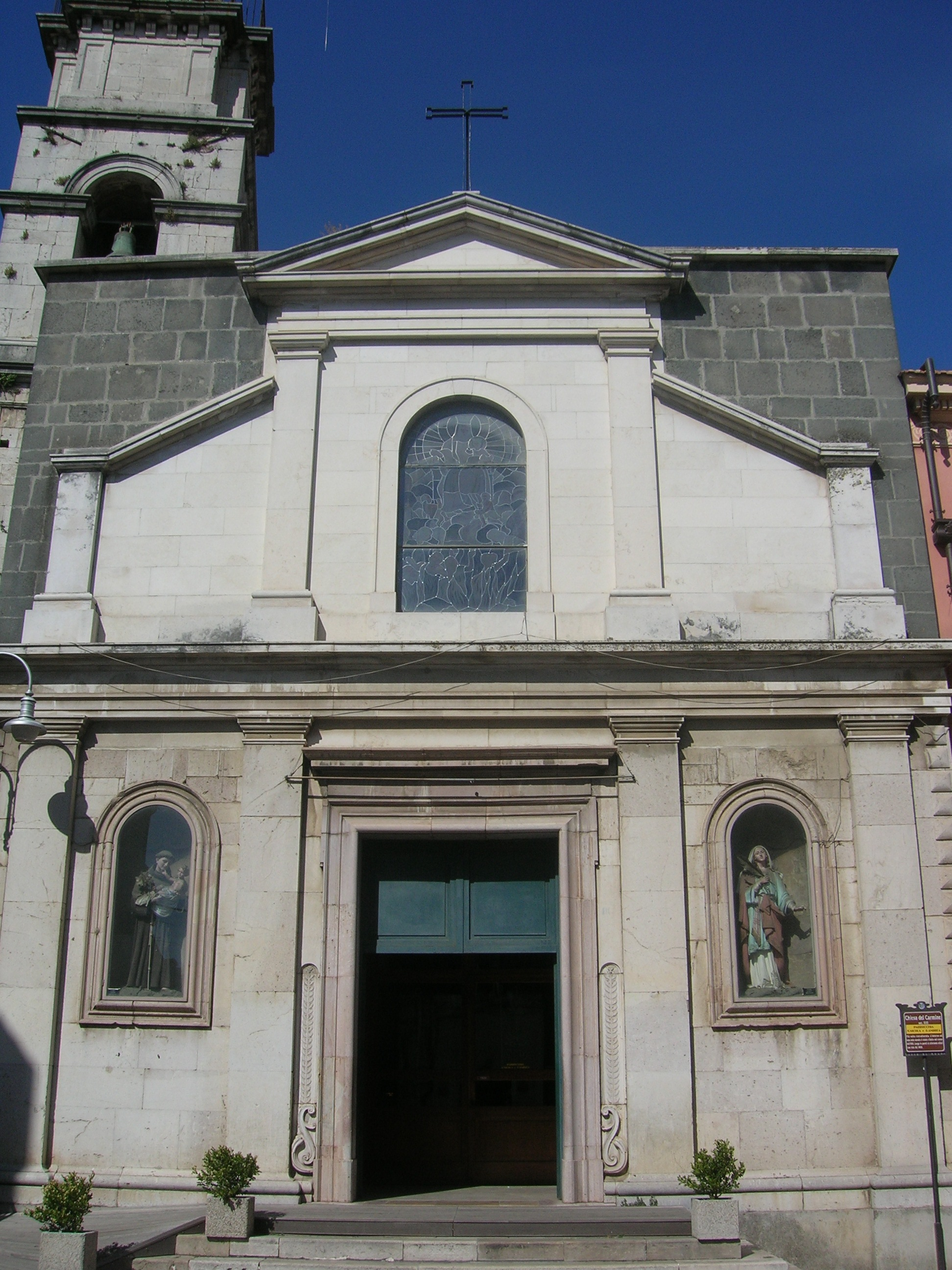
Chiesa del Carmine

#### Chiesa di Sant'Anna e Santa Maria del Suffragio
Edificata nel 1934, la chiesa appartenente alla parrocchia Cattedrale è conosciuta come organizzatrice della processione del venerdì Santo, dove insieme alle immagini sacre della Madonna Addolorata e Gesù Morto, sfilano bambine vestite di nero con in mano i misteri della Passione di Gesù. Tale chiesa organizza anche la processione di Sant'Anna il 26 luglio.

#### Chiesa della Madonna del Carmelo (Carmine)
Un tempo era parte del Convento dei carmelitani, che occupava buona parte degli stabili circostanti. L'originaria porta in legno (oggi conservata nel Palazzo del Vescovado) presenta immagini che riassumono il tipico esempio della concezione medioevale della morte. La confraternita di questa chiesa (insieme a quella di S. Anna) cura i riti della settimana Santa con l'esecuzione di mesti canti riguardanti la tragedia del Golgota.

#### Chiesa di San Teodoro
La data di costruzione è ignota sebbene antica, si è a conoscenza solamente che nel 1040 fu elevata a parrocchia dal vescovo Monsignor Baldovino, fino all'anno 1988, quando l'allora vescovo Mons. Cozzi accorpò la chiesa alla Cattedrale. Nell'edificio era conservato un vasetto di legno che conteneva le reliquie di San Teodoro M., di San Sebastiano e San Petronilla ma, dopo il sisma del 1980, questa testimonianza è andata perduta. Vi si trova un crocifisso in legno di medie dimensioni e una statua della "Madonna Desolata".

#### Chiesa di San Lorenzo
Risalente al 1120, a quel tempo appartenente all'Abbazia di Sant'Ippolito di Monticchio Laghi, è probabilmente l'edificio più antico di Melfi, e consiste in un battistero ottagonale affiancato da un campanile ammezzato.

#### Chiesa rupestre di Santa Margherita
- Interamente scavata nel tufo, risale al 1200. Fu scoperta da Gian Battista Guarini.[43] Gli affreschi rappresentano soggetti come S. Margherita (sopra all'altare principale), l'arcangelo Michele, la Madonna con Bambino, S. Giovanni Battista e Cristo in Trono. Notevole una rappresentazione del motivo di Federico II che si imbatte in tre scheletri, diffuso schema di memento mori. Tra gli affreschi appaiono tre figure laiche in tenuta da falconieri, che, per il critico napoletano Pasquale Capaldo, sono i componenti principali della famiglia imperiale sveva: Federico II, sua moglie Isabella d'Inghilterra e il figlio dell'imperatore, Corrado IV.[43] La rappresentazione melfitana dell'incontro dei tre morti e dei tre vivi è particolarmente insigne, non solo per l'ipotesi che a raffigurare i vivi sia la famiglia imperiale, ma anche perché essa potrebbe essere la più antica raffigurazione pittorica del tema a noi giunta, primato conteso con l'affresco di identico soggetto iconografico conservato nel Duomo di Atri, pur con alcune varianti all'interno dello schema generale.[44]

Altre chiese rupestri:

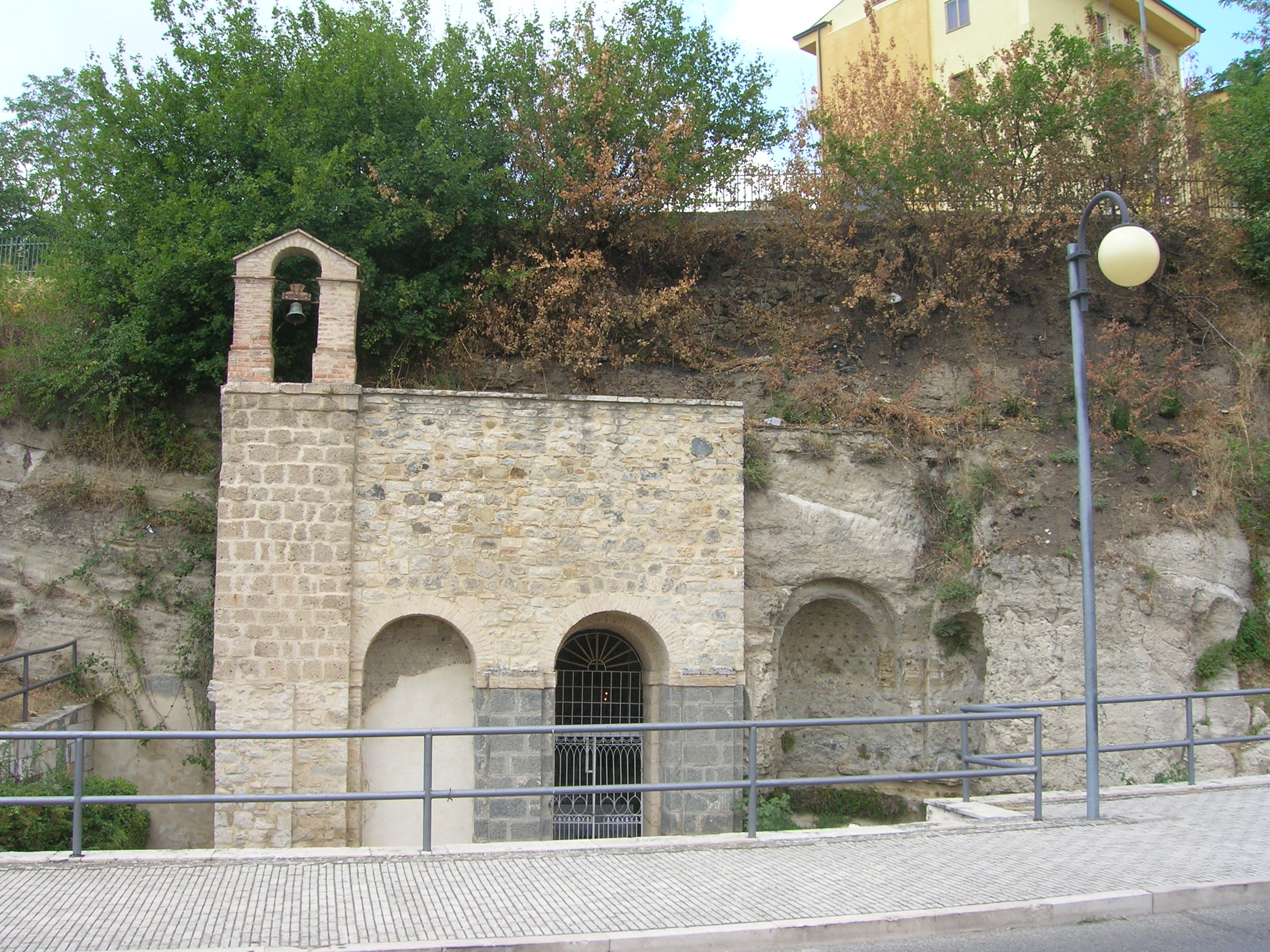
Chiesa Rupestre della "Madonna delle Spinelle"

- Chiesa rupestre della Madonna delle Spinelle: scoperta nel 1845 a seguito di una frana, ne resta solo la cappella terminale (resti della navata furono spianati negli anni settanta per creare un piazzale antistante) di pianta esagonale con sei semicolonne che sostengono un cornicione. In era medievale era una parte della Basilica di Santo Stefano, una costruzione paleocristiana con più navate e cappelle annesse. Secondo alcune leggende, in parte confermate, vi era un lungo cunicolo sotterraneo che collegava il complesso con il Castello. Fu luogo di varie riunioni e congressi e si sostiene che da questa struttura partirono i soldati normanni capeggiati da Boemondo per la prima Crociata in Terra santa.[45]
- Chiesa rupestre di Santa Lucia: Situata in contrada Giaconelli, a metà strada tra Melfi e Rapolla, è costituita da un solo ambiente con volta a botte. Gli affreschi della cripta, risalenti al XIII secolo e restaurati dal pittore prof. Tullio Brisi, presentano uno stile prettamente bizantino e illustrano le storie della santa. Inoltre vi è una raffigurazione della "Madonna con Bambino" seduta su trono mosaicato, tipica opera bizantina.
- Chiesa rupestre dello Spirito Santo: Interamente scavata nella roccia, si trova a circa 900 metri di altezza tra i boschi del Monte Vulture. Conserva una statua della madonna, che viene portata per le vie della città durante la festa della Pentecoste in memoria della battaglia tra francesi e spagnoli a Melfi.

#### Altre chiese

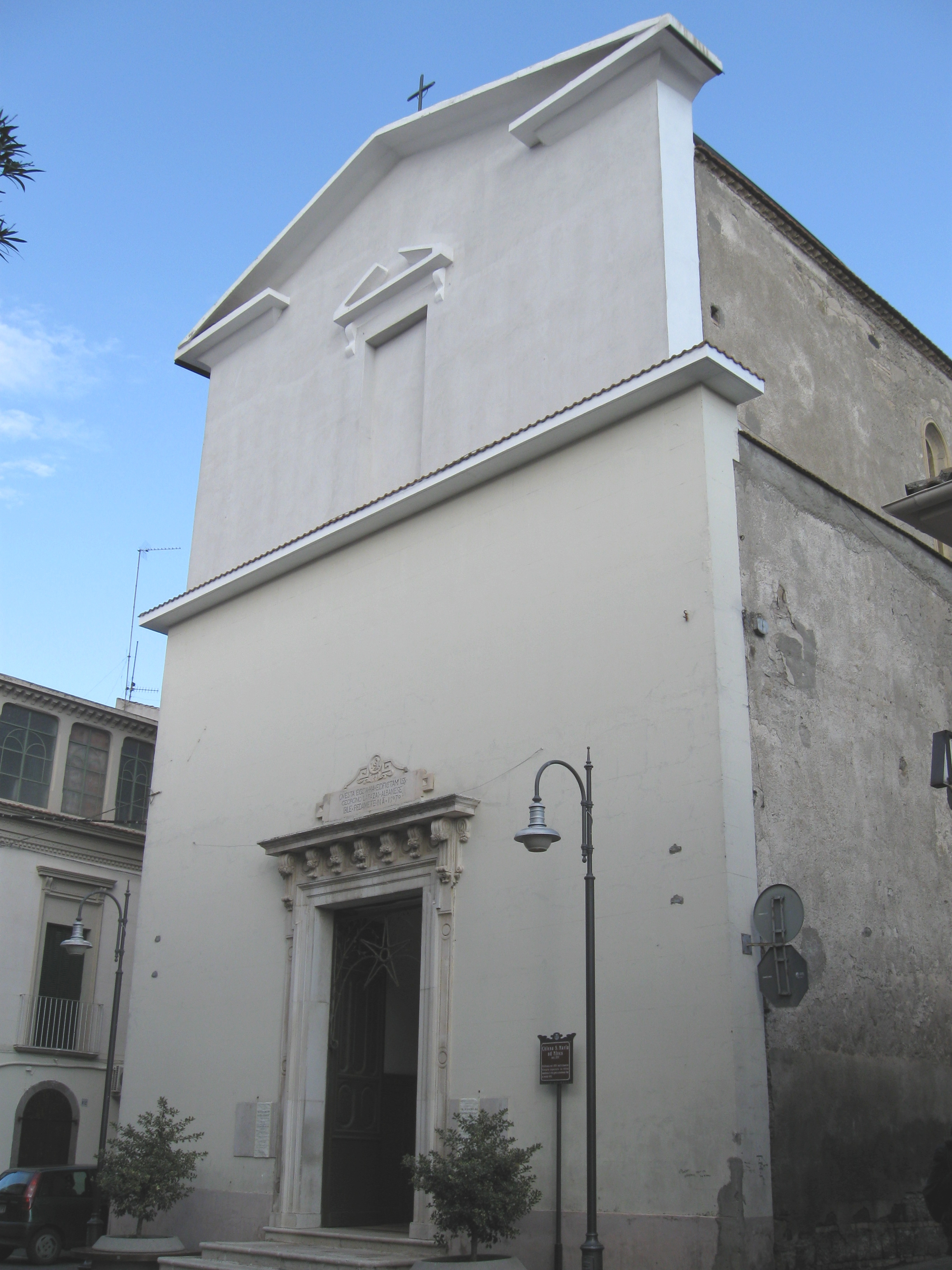
Chiesa Santa Maria ad Nives

- Ex Chiesa di Santa Maria la Nova: Sul gentilizio "corso Garibaldi" fa bella presenza la facciata dell'ex chiesa di "Santa Maria la Nova", costruita intorno al XII secolo, erroneamente attribuita al dominio dei longobardi, perché nota anche come Santa Maria dei Lombardi, più probabilmente assunse questo nome quando il retrostante quartiere albanofono di Chiùcchiari vide l’insediamento di famiglie lombarde e in particolare bergamasche come i Donadoni e i Grigis. Fondata in piena età normanna, si trova lungo l’asse viario di nuovo insediamento extra moenia realizzato da Roberto il Guiscardo, oggi corso Garibaldi, in occasione della edificazione della nuova cattedrale e della estensione della cinta muraria nell’attuale configurazione. Conserva un bel portale ad arco ribassato caratterizzato da motivi geometrici e incisioni frastagliate a sbalzo. La pianta originariamente era a tre navate; le due laterali sono state separate e trasformate ad uso civile, mentre il campanile ha verosimilmente subito crolli ed è stato demolito.
- Chiesa di Santa Maria ad Nives: Fu costruita nel 1570 dall'albanese Giorgino Lapazzaia, giunto a Melfi nel 1534. Legata al rito arbëreshë, in essa si celebrano due antiche tradizioni; quella dello Spirito Santo e quella delle panedduzze.
- Chiesa della Trasfigurazione di Nostro Signore e Convento: Già sede dei Cappuccini, posizionata sulla collinetta Tabor. Fu costruita nel XIII secolo e all'inizio era una casa di noviziato per poi essere adibita, dal 1696, a studio teologico e filosofico.

### Architetture civili

#### Piazze e Rioni

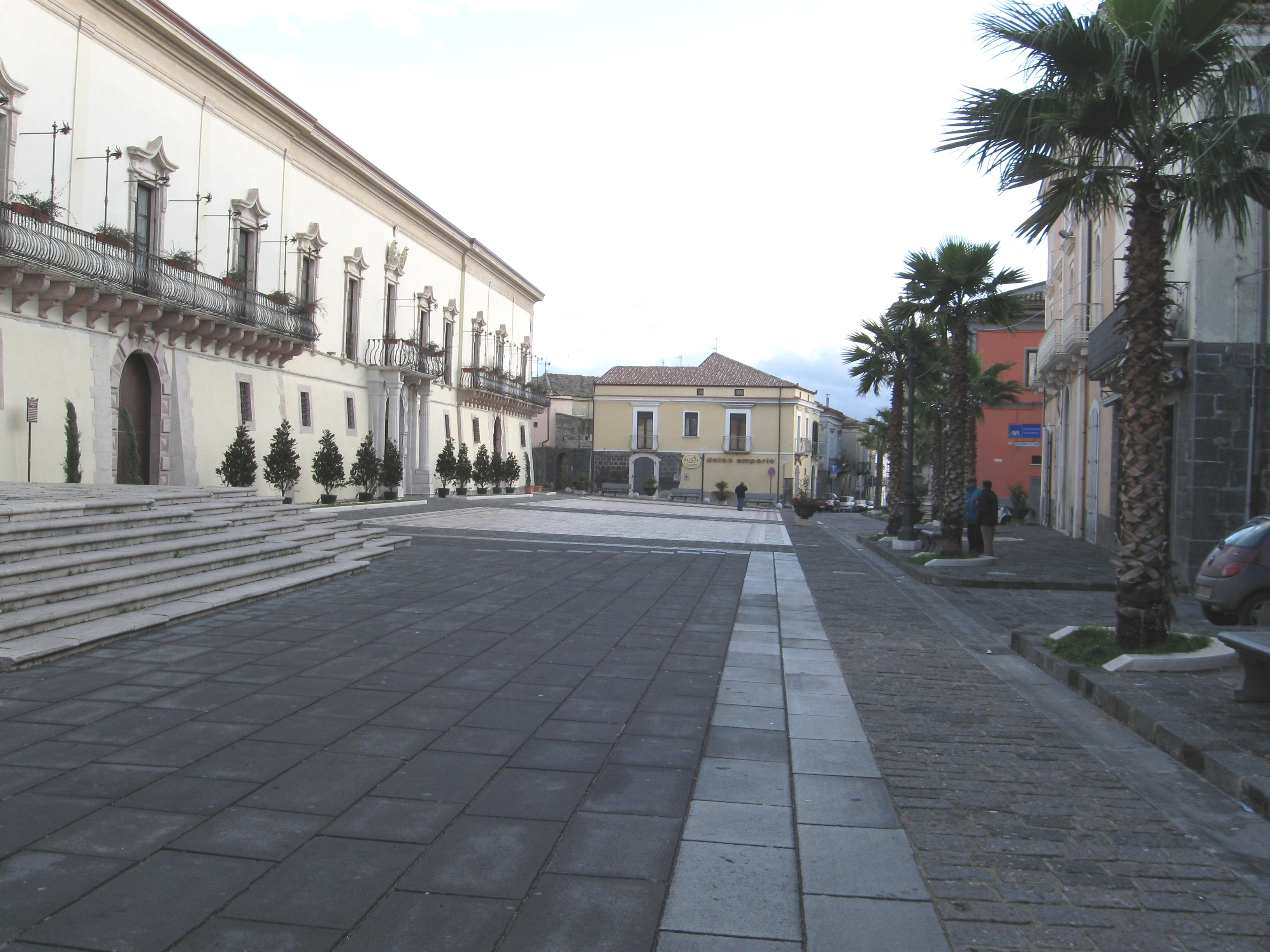
Piazza Duomo

- piazza Duomo: chiamata anche Largo Marconi, è la zona in cui si trovano la Cattedrale e il Palazzo del Vescovado (Melfi).
- piazza Umberto I: chiamata anche la piazza (la chiazz), rappresenta l'agorà cittadina dall'XI secolo, epoca in cui era il fulcro del borgo medievale. I vicoli, i vicoletti e le gradinate della piazza conservano ancora rilievi, pozzi, portali e decorazioni in pietra. È una cavea per eccellenza da presentare come caso di studio.
- corso Garibaldi: chiamato anche strada del vescovado, dal 1500 è la principale arteria della città ed è luogo di vari palazzi gentilizi.
- rione Chiuchiari: venne fondato nel 1534 dagli immigrati albanesi capeggiati da Capitan Kiukieri (da cui proviene il nome). Fu da loro abbandonato nel 1597 per trasferirsi nella vicina Barile.

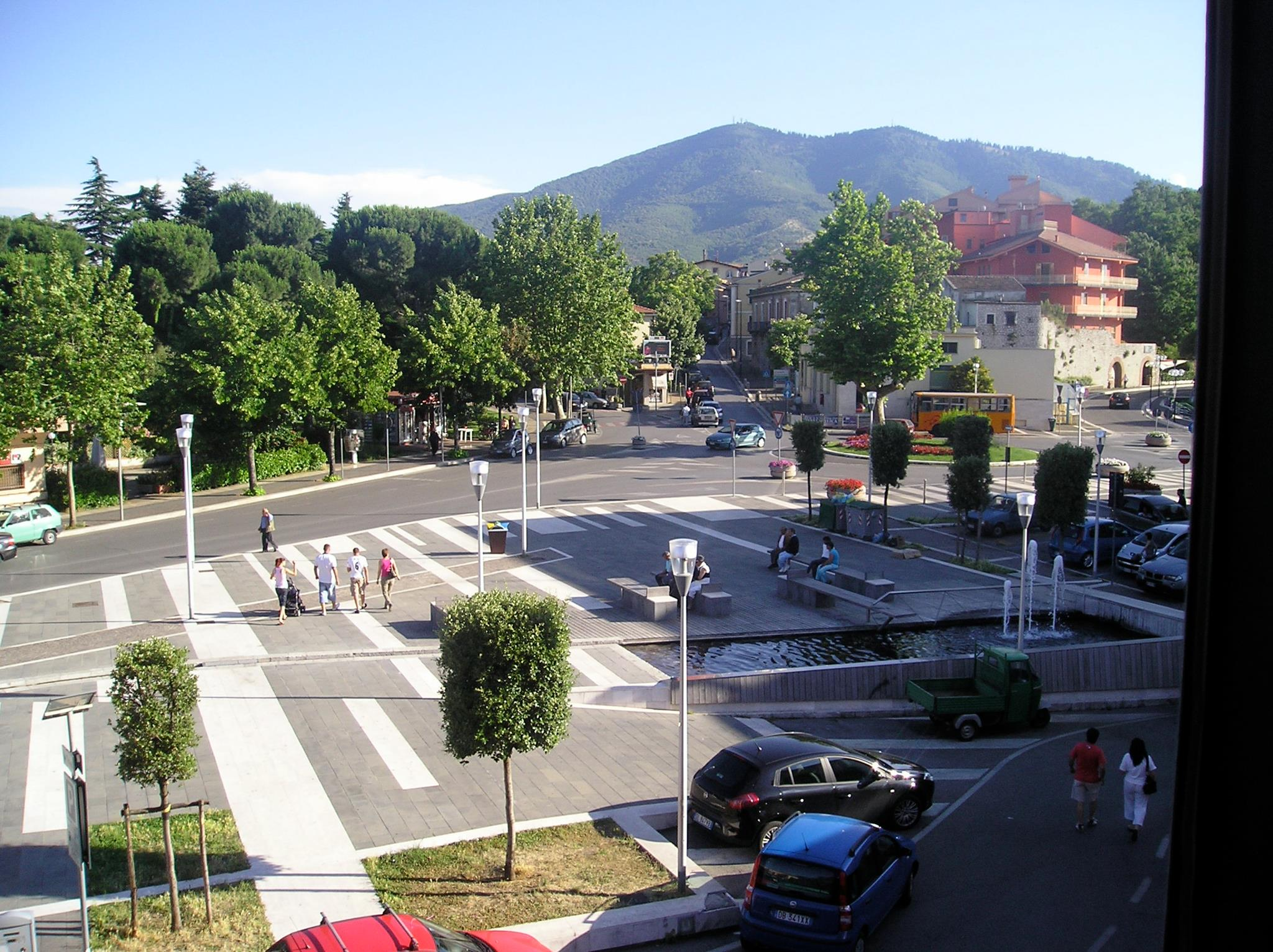
Piazza Abele Mancini

- via Vittorio Emanuele: altra arteria storica di Melfi, si contraddistingue per testimonianze storiche come il portale in pietra di Rapolla (1527) e il portale appartenente all'ospedale gestito dalla comunità francescana, datato 1664.
- piazza Abele Mancini: detta anche piazza mercato, perché era il luogo fuori le mura dove si teneva anticamente il mercato. È stata oggetto di una riqualificazione ultimata nel 2006, uno dei rari casi in Italia in cui il progetto vincitore di un concorso di idee è stato realizzato. Presenta un percorso pedonale che unisce il borgo medievale al Municipio, ravvivato da una fontana con panche.
- rione Bagno: in passato noto come il borgo, è situato al di fuori della cinta muraria che circonda la città ed era sede delle attività produttive favorite dal passaggio del fiume Melpes.

#### Palazzi

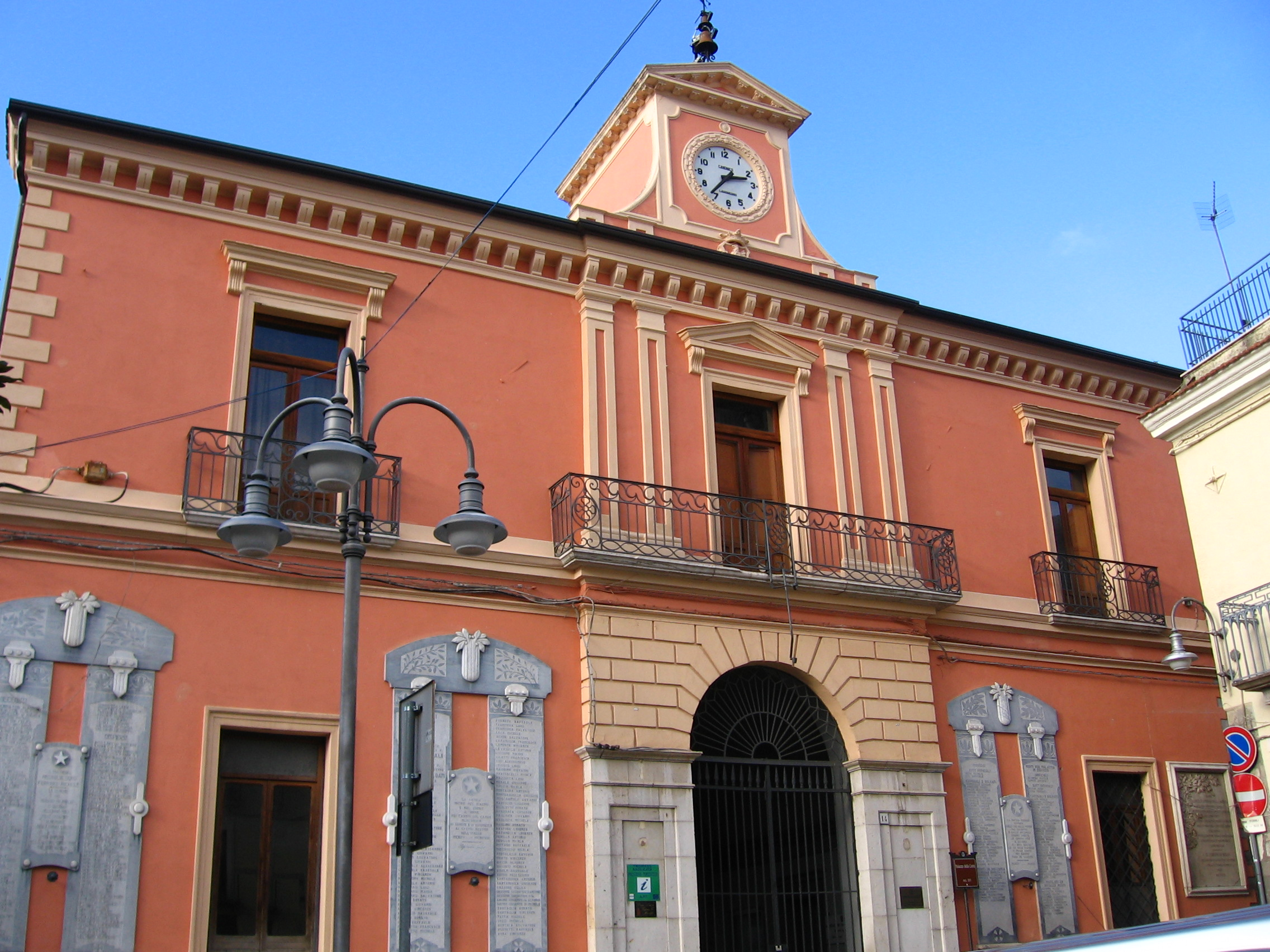
Palazzo della Corte

- Palazzo della Corte: Costruito nel XVI secolo, l'edificio è stato per oltre un secolo la sede del municipio; attualmente ospita la proloco. Al suo interno vi è un busto di Federico II, donato alla città di Melfi dalla Repubblica Federale Tedesca. Nel 1922 il Comune di Melfi murò, nell'atrio del Palazzo Municipale, una lapide marmorea con la seguente epigrafe:

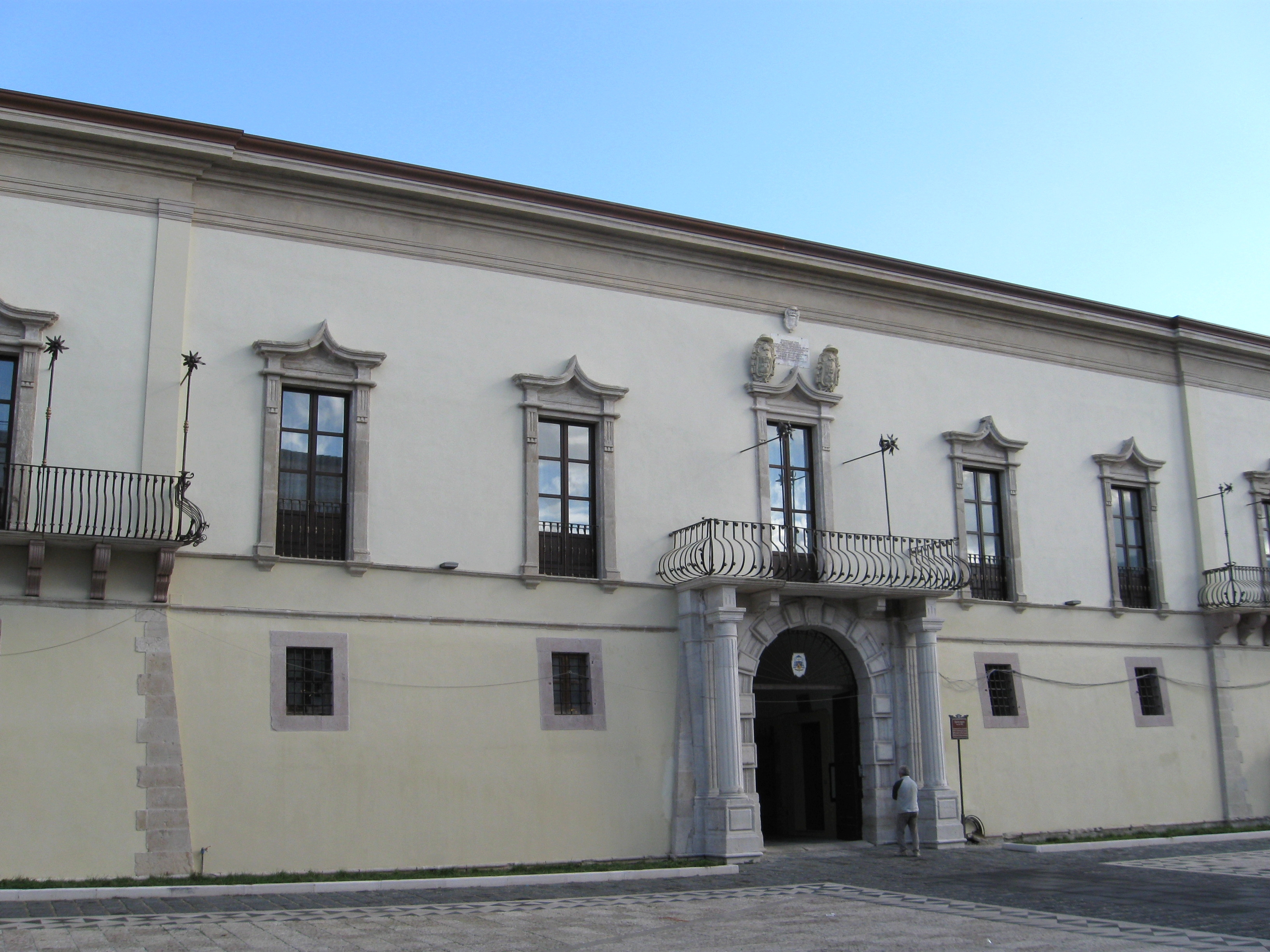
Palazzo del Vescovado

- Palazzo del Vescovado: In origine un edificio normanno dell'XI secolo, nel corso del tempo subì varie modifiche, a causa dei terremoti, fino a raggiungere uno stile barocco nel Settecento. All'interno esiste una pinacoteca ove sono esposti dipinti di Francesco da Tolentino a Cristiano Danona. È sede del Museo Diocesano e della biblioteca vescovile, che conserva documenti e diverse cinquecentine.
- Palazzo Araneo: Presenta una facciata in stile rinascimentale, ma la parte restante della struttura è ritenuta risalente al Medioevo. Un tempo adibito a tribunale, si affaccia su un giardino pubblico nel quale si ammirano due monumenti, con busti in bronzo, del sen. Floriano Del Zio e dell'on. Arduino Severini. Un tempo il palazzo era di proprietà della ricca famiglia Mandina.
- Palazzo Severini: Risale al XVI secolo e fu un convento dei Carmelitani. Divenne poi proprietà di Decio Severini, scrittore e professore universitario presso gli atenei di Pisa e Roma, nonché direttore generale delle irrigazioni in Argentina e progettista di grandi opere in Italia ed Egitto. Il palazzo, attualmente è sede di un'agenzia assicurativa.

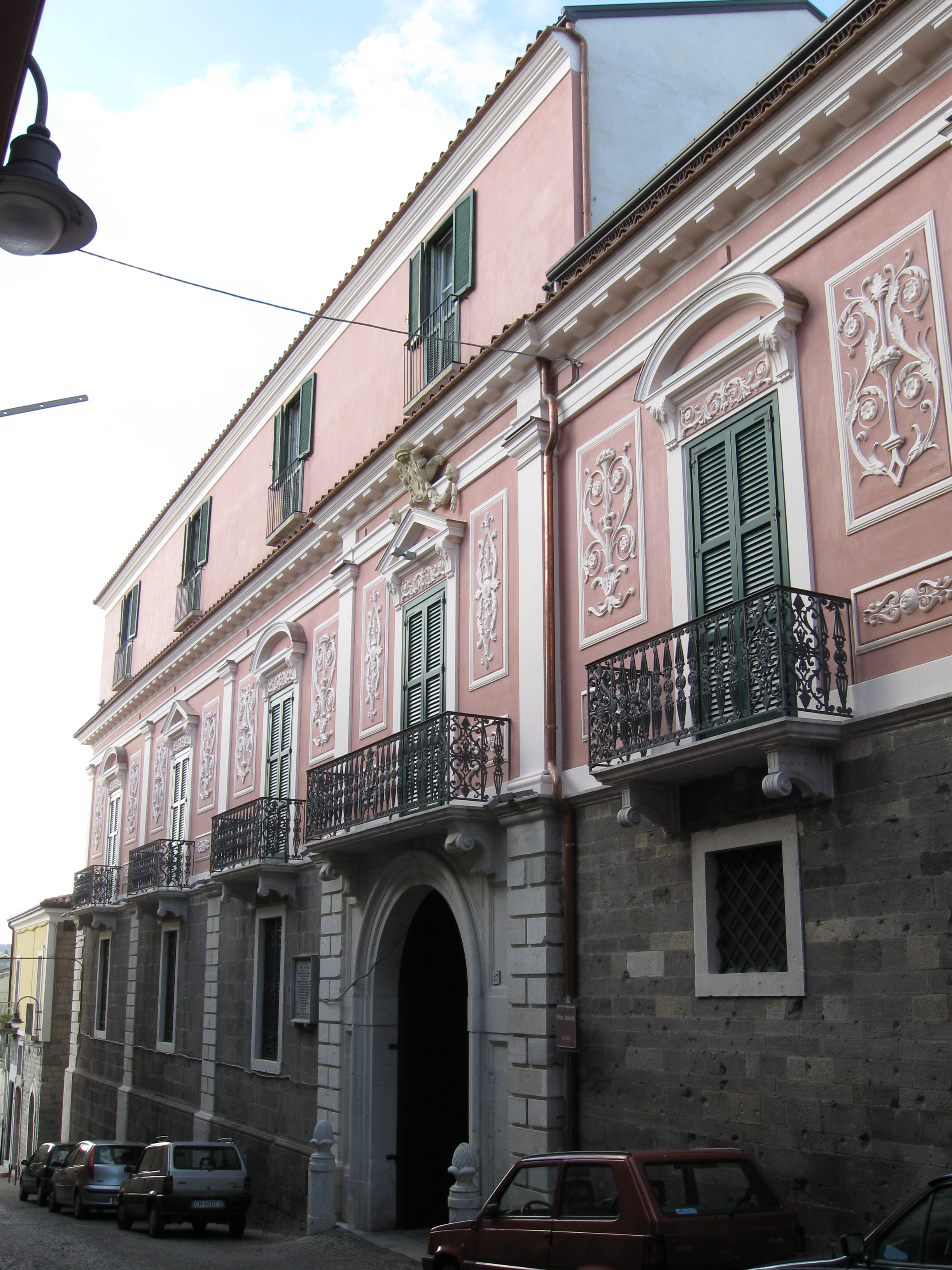
Palazzo Aquilecchia

- Palazzo Sibilla: Edificio eretto nell'XVI secolo, era la dimora natale del generale Ascanio Sibilla, decorato di medaglia al valor militare e benemerito per i soccorsi e gli aiuti umanitari ai terremotati di Messina, nonché sindaco di Melfi tra il 1952 e il 1956.
- Palazzo Donadoni: Edificio appartenuto alla famiglia omonima, originaria di Bergamo. Geromino Donadoni, vissuto nella prima metà del XVI secolo, vi esercitò il potere di vicegovernatore. È sede del museo civico ed è luogo di diverse mostre culturali.
- Altri palazzi: Palazzo Mandini presenta una facciata in stile neoclassico, sotto la quale vi è un nucleo originario di epoca cinquecentesca; Palazzo Pierro già convento dei Somaschi, appartenente al XVII secolo; Palazzo Pastore XX secolo; Palazzo Tisbi XV secolo; Palazzo Aquilecchia XVI secolo; Palazzo Lospinoso-Severini XIX secolo.

#### Fontane

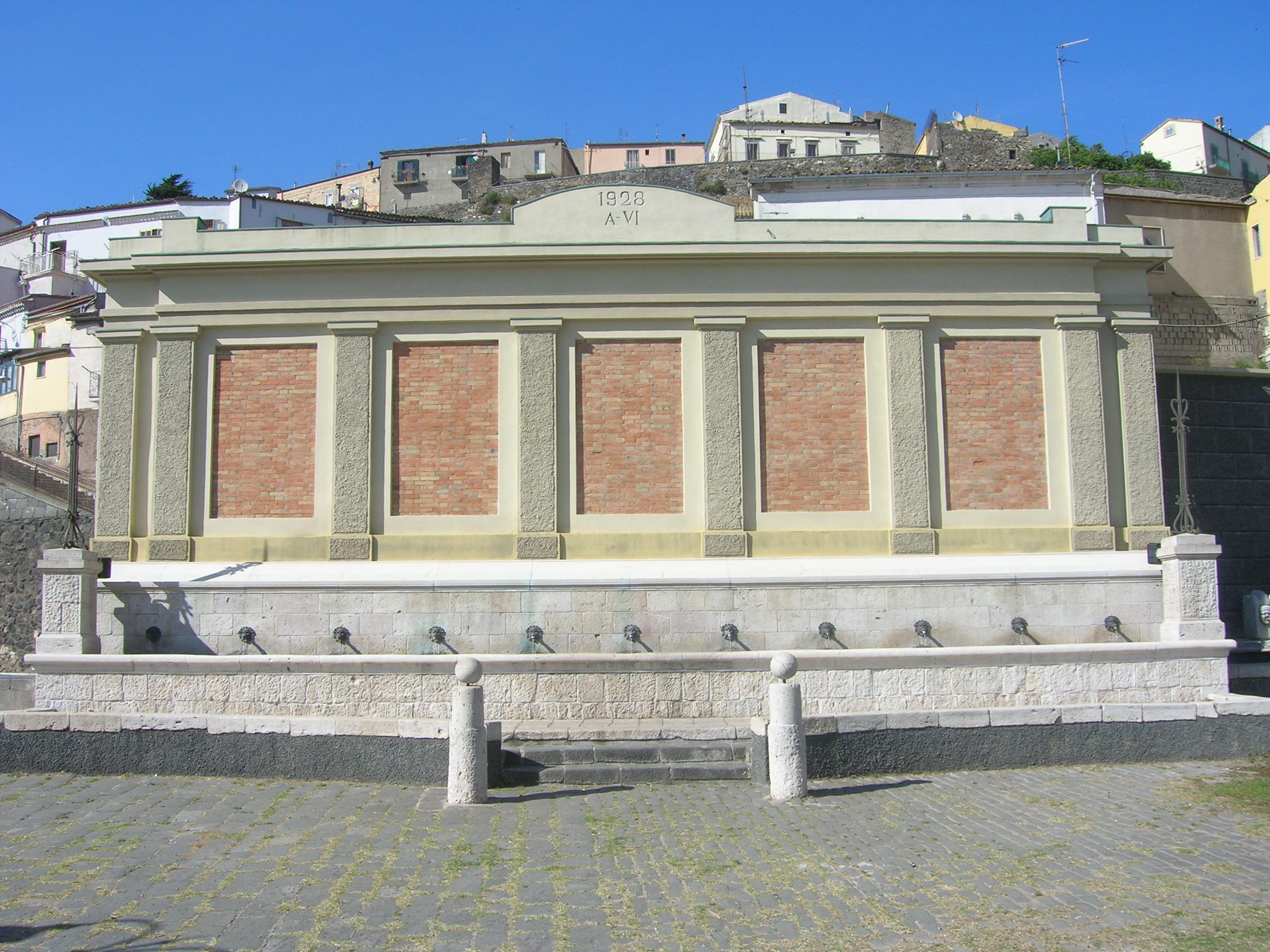
Fontana del Bagno

- Fontana del Bagno: Costruita nel 1928, era il lavatoio della città e fonte per le scorte idriche per le case sprovviste d'acqua corrente.
- Fontana del Bagnitello: In tempi passati fu un centro di ristoro per il viandante, per il pellegrino e per il contadino con i suoi animali, è stata ristrutturata nel 2003 con il contributo dell'associazione Lucani in Umbria.
- Fontana Acqua Santa: Edificata nel XX secolo, situata nella frazione Foggiano.

### Architetture militari

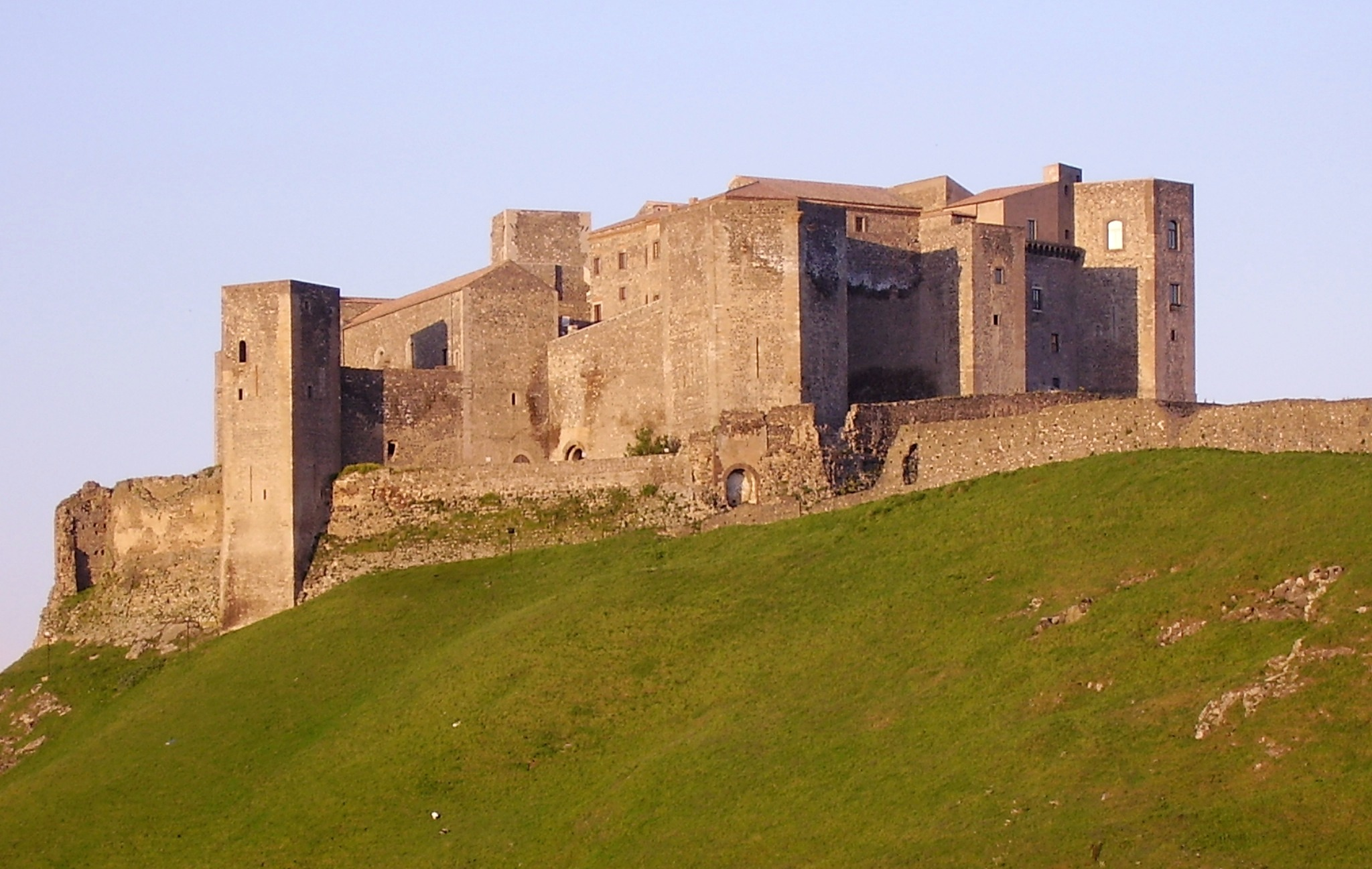
Il castello

#### Castello
Edificato dai normanni, è uno dei più noti della Basilicata e uno dei castelli medievali più rappresentativi del meridione. Roberto il Guiscardo vi confinò la prima moglie Alberada, ripudiata per sposare Sichelgaita di Salerno. Federico II promulgò qui le Costituzioni di Melfi. Con l'avvento degli angioini il castello subì radicali restaurazioni e fu nominato nel 1284 residenza ufficiale della moglie di Carlo II d'Angiò, Maria d'Ungheria. Gli Aragonesi affidarono il castello prima alla famiglia Caracciolo e poi al principe Andrea Doria, i cui discendenti lo mantennero fino al 1950.

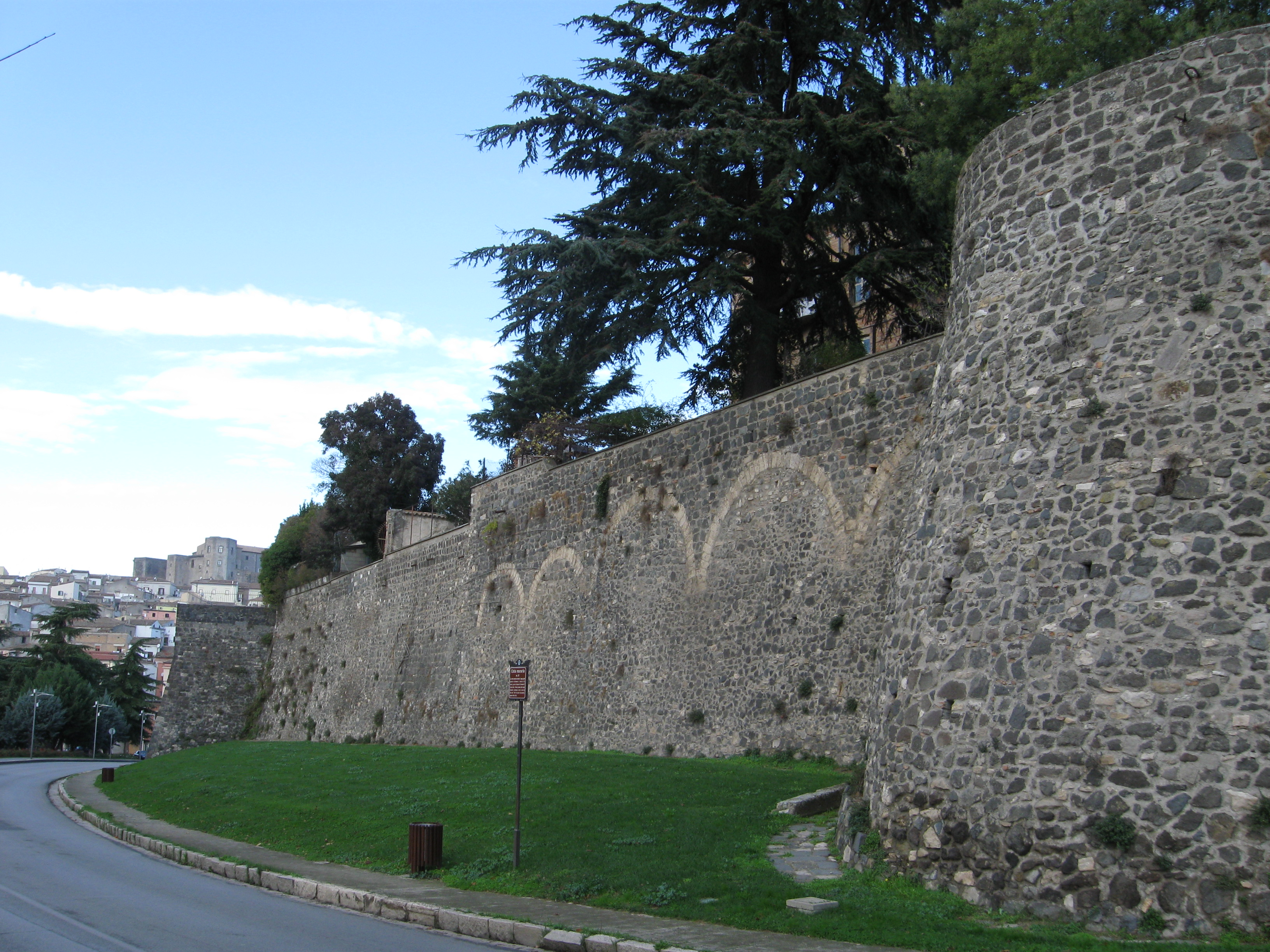
Parte della cinta muraria

#### Cinta Muraria
Il centro storico di Melfi è interamente circondato da mura turrite costruite per lo più dai Normanni che si estendono per oltre quattro chilometri. Il circuito segue l'orlo del pianoro su cui fu costruita la città, cinto da ogni parte da scoscendimenti, a tratti da veri e propri precipizi. L'opera costituisce un raro esempio di fortificazione nel sud Italia. Le fasi costruttive della cinta muraria appartengono al periodo bizantino, normanno, svevo e aragonese. Gli ultimi ad apportare modifiche strutturali furono Niccolò Acciaiuoli nel trecento e Sergianni II Giovanni Caracciolo, 2º Duca di Melfi, nel quattrocento, a cui risale la sistemazione attuale, per difendere la città dalle artiglierie nemiche. Assedi e terremoti hanno reso necessari continui restauri e il sisma del 1930 ne ha seriamente compromesso la struttura.

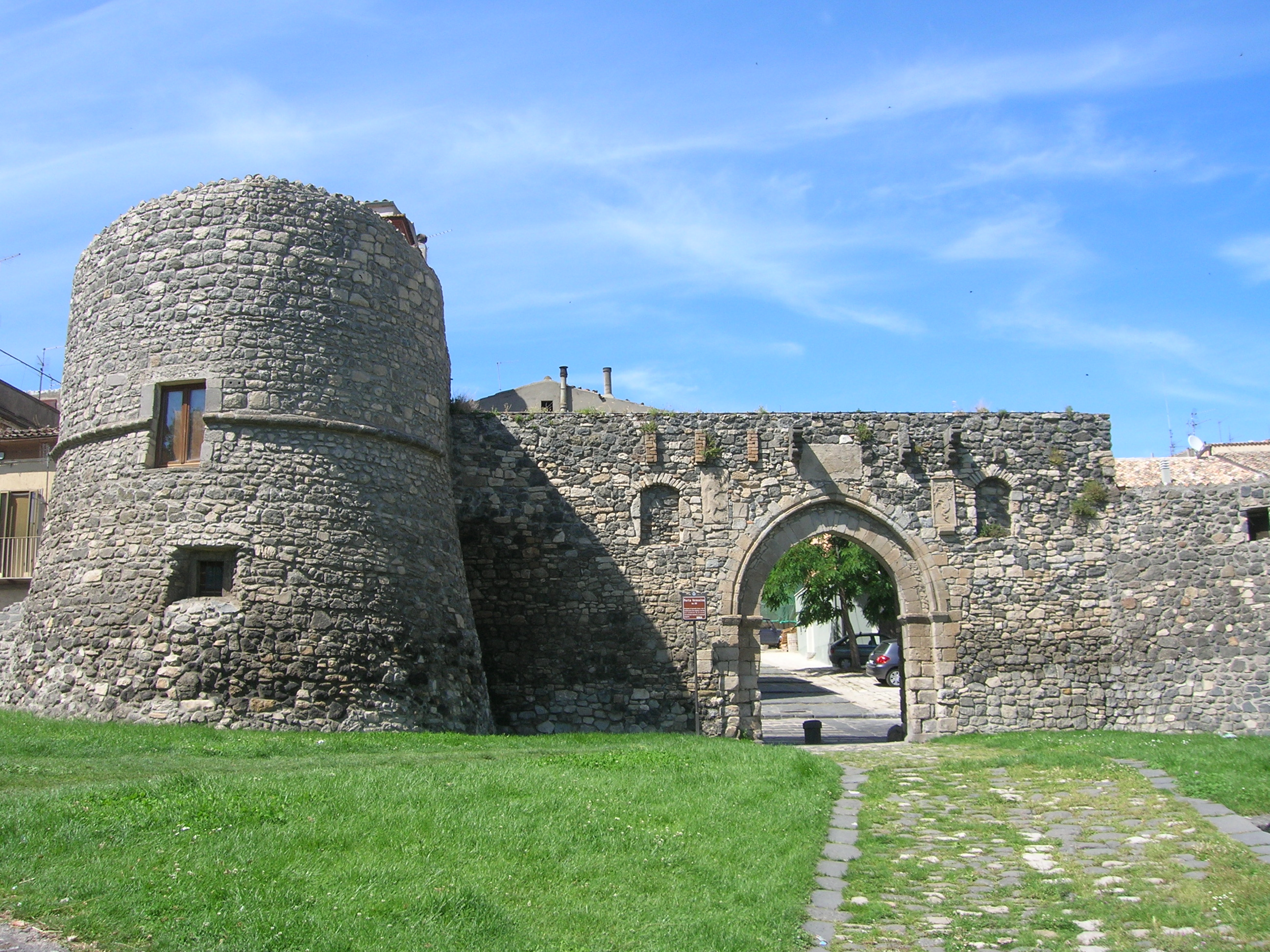
Porta Venosina

#### Porte

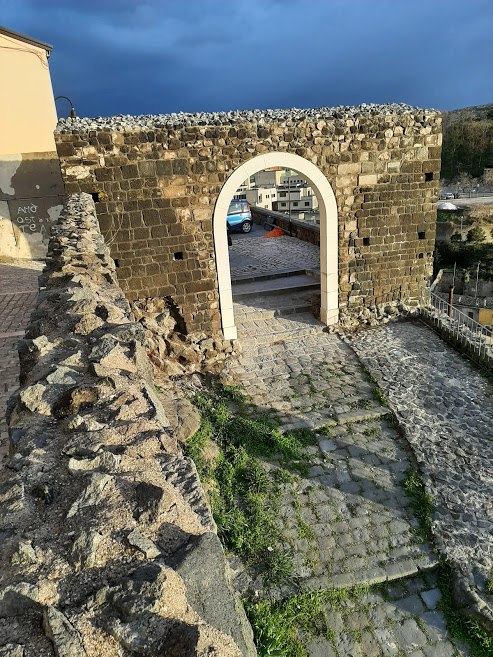
Ricostruzione del 2021 della Porta Calcinaia di fine Ottocento, caduta con il terremoto del 23 luglio 1930. La parte più chiara è quella ricostruita, quella più scura è quella preesistente.

- Porta Venosina:[48] È una delle sei porte cittadine ubicate nella cinta muraria, sebbene tre di queste (Porta del Bagno, Porta Sant'Antolino e Porta Troiana), a causa di terremoti e saccheggi, non esistano più. Risalente all'epoca sveva, è l'unica ancora in buono stato e fu realizzata sull'antico tracciato verso Venosa e la via Appia. Alla destra dell'ingresso è osservabile lo stemma di Melfi e, a sinistra, quello dei Caracciolo che restaurarono le mura sul finire del Quattrocento. Federico II vi fece apporre una lapide che decantava la gloria e la grandezza della città,[50] sostituita più tardi da Sergianni II Giovanni Caracciolo, 2º Duca di Melfi, con quella ancor oggi visibile, anche se illeggibile. L'arco ogivale è di origine sveva, mentre la torre cilindrica fu aggiunta nel Quattrocento da Caracciolo.
- Porta del Bagno: Chiamata anche Porta Bagni o Porta Balnea o Porta di Santa Maria[15] era ubicata alla fine di via Nitti, poco prima dell’inizio di via Bagno, a ridosso dell’incrocio con Vico Pendino. Di questo accesso, che era quello principale non rimane nessuna testimonianza. La Porta Bagno è stata abbattuta senza chiari motivi nel 1851 dopo il terremoto seppure non avesse riportato danni. Era sormontata da una lapide con l’invocazione a San Michele Arcangelo per la difesa della città e delle sue mura.

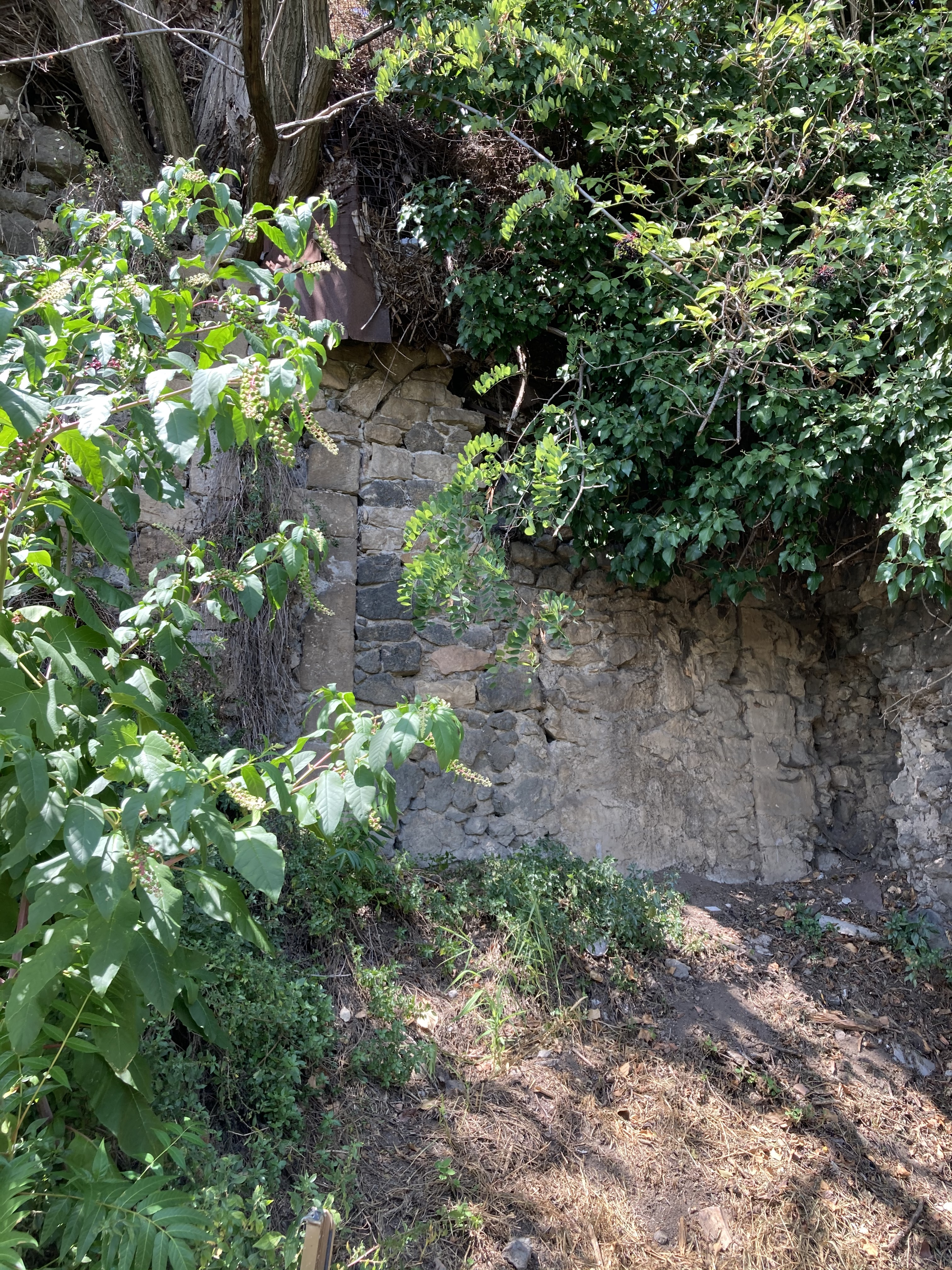
Muratura di Porta Sant'Antolino

- Porta Troiana: erroneamente attribuita a Troiano Caracciolo, 1º duca di Melfi nel secolo XV, in realtà era aperta sulla via di Troia, città bizantina fortificata dal catepano Basilio Boioannes insieme a Melfi nel 1018. Le due città erano le difese principali del lungo vallo che separava i territori imperiali da quelli dei Longobardi. Di questa opera si conserva solo il varco nelle mura e ruderi d gli adiacenti contrafforti, attualmente occupati da un traliccio elettrico e da una palazzina di case popolari realizzata dall’ex IACP, oggi ATER, per i quali sono in programma progetti di abbattimento.
- Porta Calcinaia: Era la porta più vicina al castello. Conduceva dalla zona artigianale, dove si produceva calce e argilla (da cui il nome), al centro storico e all'attuale Via Normanni, che tuttora porta al Castello. Originariamente era parallela alla cinta muraria, come risulta in tutte le illustrazioni preesistenti, tra cui i disegni di Edward Lear del 1847, l’incisione di Gio’ Pacichelli, la mappa del Canevaro dell’Archivio Doria, entrambe del secolo XVII e la tavola denominata Stato di Melfi nella quadreria Doria oggi nel castello, dopo il terremoto del 1851 fu ricostruita in maggiori dimensioni e in posizione trasversale. Caduta con il terremoto del 1930, nel marzo 2021 è stata ricostruita con un tentativo di analogia all’ultima versione nota, quella tardo ottocentesca, compresa la realizzazione di un grande portale a tutto sesto in pietra calcarea, non appartenente al tessuto lapideo vulcanico che caratterizza le mura medievali circostanti.
- Porta Sant'Antolino: Si trova al termine orientale dell'omonima strada, attualmente è presente ma mal conservata, dimenticata da tutti, è stata murata ma l'arco è ancora visibile, sebbene sia ricoperta di arbusti e erbacce.

## Società

### Evoluzione demografica
Abitanti censiti

### Etnie e minoranze straniere
Gli stranieri regolari sono 755 (435 maschi e 320 femmine) al 31º dicembre 2022, pari al 4,43% della popolazione. Le comunità più rappresentate sono:
- Romania: 209 (27,7%)
- Ucraina: 107 (14,2%)
- Marocco: 102 (13,5%)
- Bangladesh: 58 (7,7%)
- Tunisia: 43 (5,7%)
- Albania: 37 (4,9%)
- Gambia: 26 (3,4%)

### Lingue e dialetti
La parlata locale, parte integrante dei dialetti italiani meridionali, con alcuni elementi greci e albanesi. Similmente al francese, in genere la “e” finale di parola non accentata, è muta; la “u” in molte parole si pronuncia “iu” e in altri diversi casi con il dittongo inverso. Alcune parole hanno qualche similarità con la lingua transalpina esempi: sedia e nebbia corrispondono, rispettivamente, a segge e neglie in melfitano, siège e neige in francese, ma v. anche seggio, seggiola in italiano, in cui l'autoctona palatalizzazione /dj/ > /dӡ/ è del tutto normale, ed è da notare che la forma neglie con /ʎʎ/ non può derivare dal francese neige, con /ӡ/. Sono avvertibili anche altri tratti linguistici, come la consonante “b” che in genere si trasforma in “v” e altre volte nella labiale sorda “p”, ritenuto erroneamente un lascito spagnolo: in spagnolo, infatti, /b/ non diventa mai /v/, visto che l'esito storico dei fonemi /b/ e /v/ è un unico fonema /b/; inoltre la desonorizzazione /b/ > /p/ è sconosciuta allo spagnolo. La parola abbuscà ("guadagnare" oppure "essere picchiati", a seconda del contesto della frase) deriva dallo spagnolo buscar, come anche l'italiano buscare. Il dialetto rivela anche il modello sociale tradizionale: per esempio, per chiedere "come ti chiami?" si usa la forma dialettale “a chi appartìn?" (a chi appartieni).
Di seguito alcuni detti melfitani
- Dammə ru panə va a Laviddə; vinnətə ru panə e accattətə lu curtiddə (portati questa panella a Lavello, comprati un coltello una volta venduto il pane).
- Nu mazzə de pətrəsinə so furnùtə stamatinə, stu pənzirə ca tine ‘ngapə tu guagliò te l’(h)aia fà passà (stamattina al mercato ho venduto un mazzo di prezzemolo, queste strane idee che hai in testa, ragazzo te le devi far passare).
- Quannə màmmətə dormə tu pigliə e minətə forə, cə dicimmə dojə paròlə e cumənzàmə a fà l'ammorə (attendiamo che tua madre s'addormenti, poi te ne esci di casa ci mettiamo a chiacchierare e cominciamo a far l'amore).
- A te non vole màmmeta, a me non vole zie, se ciamma piglià nuie adda ess destine di Die (da parte tua, tua madre non vuole, da parte mia ci sono le zie, se proprio ci dobbiamo unire deve essere Dio a volerlo).
- Mazz e panell fann i fegl bell, panell senza mazz fann i fegl a cap d mazz (punizioni e nutrimento rendono i figli belli, pane e impunità li rendono testoni)
- A lava' la cap au cioccj pird timp, acqua e sapon (a lavare la testa all'asino perdi tempo, acqua e sapone)
- I cioccj fanne lite e i barili se sfascen (gli asini fanno lite e ci rimettono i barili)

### Istituzioni, enti e associazioni
- Ospedale di Melfi: struttura ospedaliera di riferimento per il nord della Basilicata.

### Religione
La città fa parte della diocesi di Melfi-Rapolla-Venosa, suffraganea dell'arcidiocesi di Potenza-Muro Lucano-Marsico Nuovo. La diocesi (a quel tempo solo di Melfi) fu fondata nell'XI secolo, con il nome di Dioecesis Melphiensis, ad opera di papa Niccolò II che la rese direttamente soggetta alla Santa Sede. Fu presieduta da vari vescovi come Francesco Monaldeschi, Alessandro da Sant'Elpidio e Juan de Borja Llançol de Romaní. Nel 1528, Clemente VII unì la diocesi di Melfi con quella di Rapolla e secoli dopo, il 30 settembre 1986, si aggiunse anche quella di Venosa, formandone l'attuale comunità religiosa, al giorno d'oggi retta dal vescovo Mons. Ciro Fanelli.

### Tradizioni e folclore

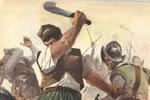
Ronca Battista

Ancora nel ventunesimo secolo vive nel folclore melfitano la leggenda della eroica quanto vana impresa di Giovan Battista Cerone (detto Ronca Battista), un boscaiolo che mostrò grande eroismo in battaglia durante lo scontro tra i francesi e gli spagnoli nel cinquecento. Si narra che Ronca Battista, aver aiutato una donna anziana, ricevette da lei un potere magico alla sua roncola. Durante il conflitto tra francesi e spagnoli, Ronca Battista affrontò da solo le truppe francesi che tentarono di introdursi nella città. Il boscaiolo riuscì da solo a tener testa agli invasori, uccidendo oltre 300 francesi, prima di perdere la vita. Gli invasori attuarono una feroce rappresaglia, ove neanche bambini e anziani furono risparmiati.

## Cultura

### Centri culturali
Il centro culturale Francesco Saverio Nitti: ubicato in vico San Pietro, adiacente alla casa natale di Francesco Saverio Nitti, è sede della omonima fondazione, costituita fra la Regione Basilicata, la Provincia di Potenza, il Comune di Melfi, il Comune di Maratea, l'associazione non riconosciuta Francesco Saverio Nitti e l'Università degli Studi della Basilicata. Vi si svolgono convegni sulle politiche economiche e sociali, corsi di alta formazione e si promuovono borse di studio.

#### Biblioteche
La città è dotata di un sistema bibliotecario, presso il centro Nitti, composto dalle raccolte di diversi enti proprietari:
- biblioteca Gian Paolo Nitti: con un patrimonio di 9 000 volumi, che registra oltre cinquemila presenze e più di 25 000 prestiti l'anno;
- biblioteca comunale Carolina Rispoli: con oltre diecimila volumi e giornali di inizio Novecento, in parte donati alla città dagli eredi della scrittrice;
- collezione libraria di Sandro Pertini, composta da 2 000 libri;
- biblioteca dell'Unione nazionale per la lotta contro l'analfabetismo (UNLA), circa un migliaio di testi.
- biblioteca vescovile, collocata nel Palazzo del Vescovado (Melfi), che conserva, fra gli altri libri, diverse cinquecentine.

#### Scuole
- Istituto di Istruzione Superiore "Federico II di Svevia": fondato nel 1948, è stato il primo liceo scientifico in Basilicata[senza fonte]. Dal 2011 il liceo comprende le sezioni: linguistico, classico e delle scienze applicate e, a seguito della riforma Gelmini, l'istituto ha inglobato anche il liceo artistico M. Festa Campanile. Al 2018 gli alunni iscritti ai 5 corsi di studio sono circa 700 in totale.[60]
- Istituto di istruzione Superiore "Guglielmo Gasparrini": fondato nel 1882.[61] Comprende le sezioni: ragioneria, geometra, alberghiero.
- Istituto di Istruzione Superiore "Ten. Remo Righetti". Comprende le sezioni: Biotecnologie Sanitarie, Elettrotecnica e Meccanica con annesso istituto professionale di stato (sezione: manutenzione e assistenza tecnica).

#### Musei

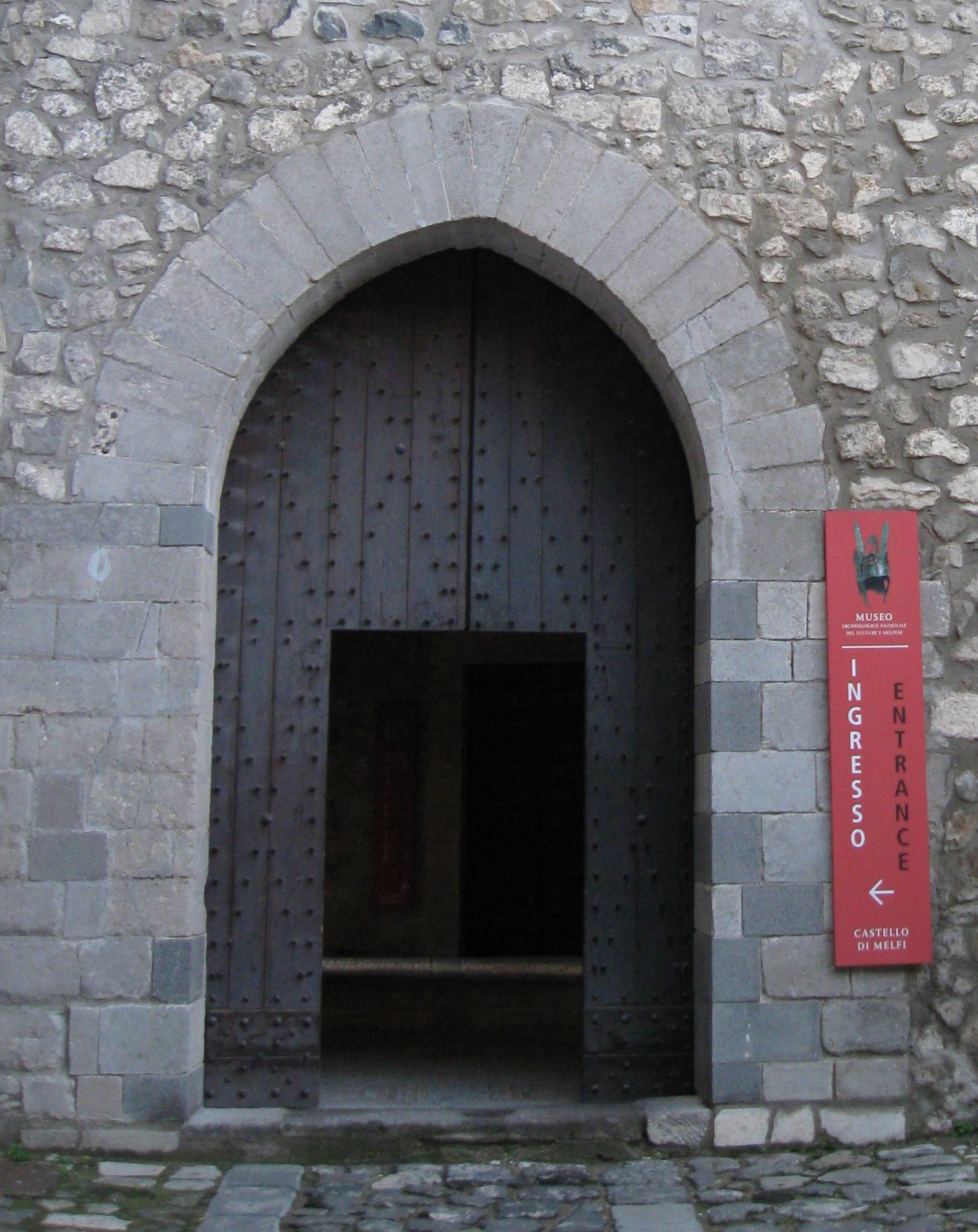
Entrata del Museo

- Museo archeologico: il museo nazionale del Melfese conserva varie testimonianze archeologiche rinvenute nel comprensorio del Vulture, riguardanti le popolazioni indigene della preistoria e dei periodi dauno, sannita, romano, bizantino e normanno. Da non dimenticare la presenza nella torre, vicino all'ingresso, del cosiddetto Sarcofago di Rapolla, monumento originario dell'Asia Minore rinvenuto nel 1856 e datato II secolo d.C., con figure inserite in una struttura architettonica ai lati e con il ritratto della defunta sul coperchio. Un'argomentata ipotesi è che il monumento, oggetto di studi archeologici internazionali, possa essere appartenuto ad una esponente della gens Brutia. Gruppo familiare di origini lucane, asceso a grande potenza in età imperiale e molto legato alla dinastia degli Antonini, al punto che Bruzia Crispina sposerà l'imperatore Commodo.[62]
- Museo civico: il museo civico, situato nel palazzo Donadoni, il quale ospita anche diverse mostre artistiche come fotografie, sculture e opere pittoriche.
- Museo diocesano: presso il palazzo del Vescovado si possono visitare il museo, la pinacoteca e i giardini. Sono esposti arredi sacri, argenti e dipinti delle chiese della diocesi, dei secoli XVII, XVIII e XIX.

### Media

#### Radio
- Radio Kolbe Melfi - emittente a sfondo religioso nata nel 1990, proprietà dei frati minori conventuali di Napoli, ha sede presso il convento S. Antonio di Melfi.[63]

### Teatro

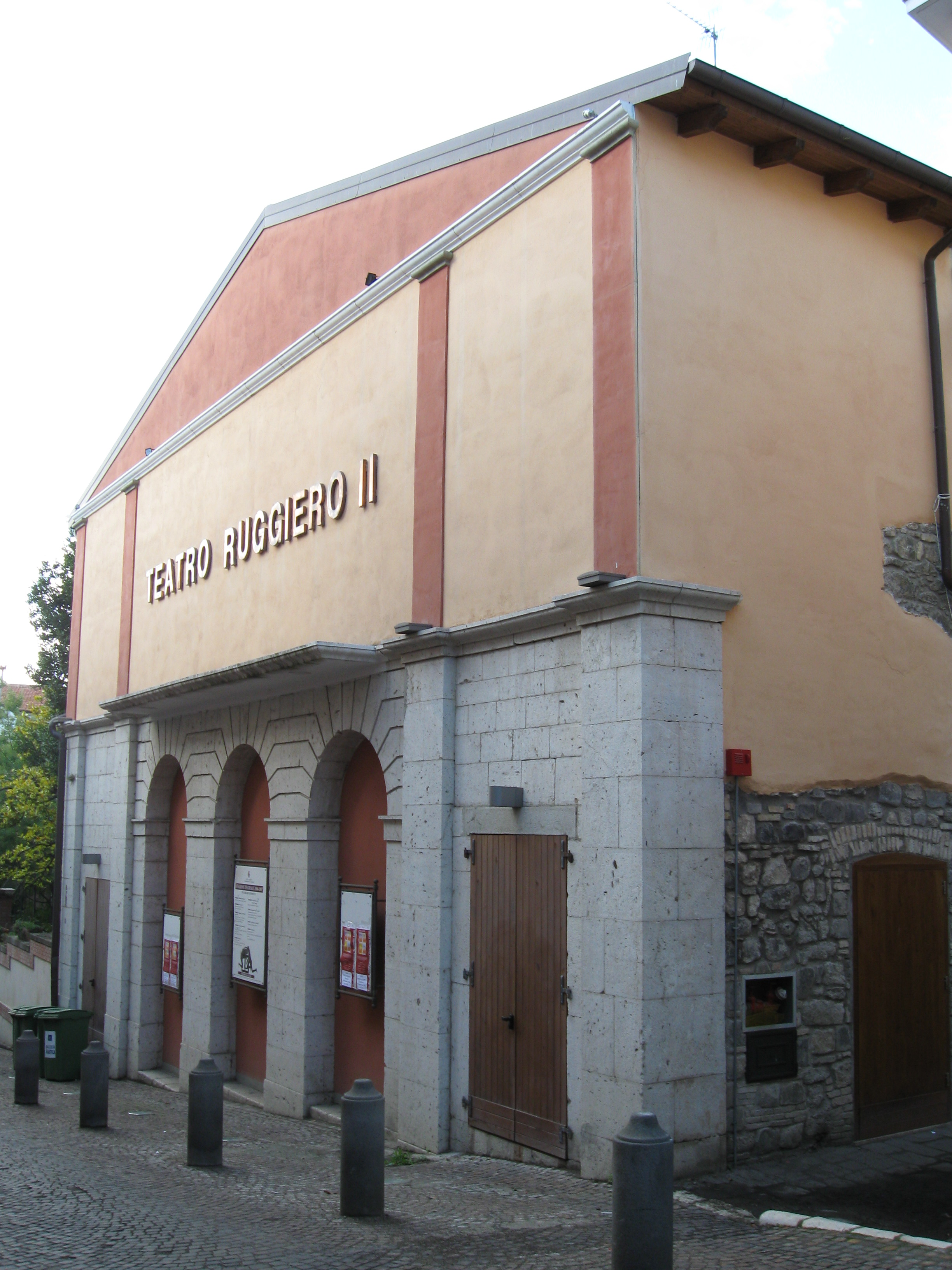
Facciata del teatro

Il teatro Ruggero II deve il suo nome al sovrano normanno Ruggero II di Sicilia ed è situato in via Vittorio Emanuele II (un tempo denominata "Rua Grande"). I lavori di costruzione iniziarono il 1º aprile 1856, sui ruderi di una casa popolare e, negli ultimi anni, sono stati effettuati massicci restauri. La struttura offre varie stagioni teatrali, convegni politici e iniziative socio-culturali.

### Cinema
Melfi è stata scelta come ambientazione dei seguenti film e miniserie televisive:
- L'eredità della priora di Anton Giulio Majano (1980)[65]
- Io non ho paura di Gabriele Salvatores (2003)[66]
- Sexum superando - Isabella Morra di Marta Bifano (2005)[67]
- Il mio paese di Daniele Vicari (2006)[68]
- Vultour, Le tracce del sacro-territorio e identità di Fulvio Wetzl (2008)[69]
- Hai paura del buio di Massimo Coppola (2010)[70]
- Un giorno della vita di Giuseppe Papasso (2011)[71]
- Il generale dei briganti di Paolo Poeti (2012)[72]
- Wine to love di Domenico Fortunato (2018)[73]
- Moschettieri del re - La penultima missione di Giovanni Veronesi (2018)[74]

### Musica
È degna di menzione l'"Associazione Musicale Città di Melfi", la banda musicale che sotto altri nomi e altre direzioni artistiche operò a Melfi già alla fine dell'Ottocento e che attualmente è sempre presente nelle manifestazioni: civili, religiose, patriottiche, folcloristiche e sociali della città.

### Cucina
La cucina melfitana ha fatto virtù della passata ristretta disponibilità di prodotti agroalimentari, a causa delle tipologie di coltivazioni collinari e dei climi temperati freddi. Le ricette si possono senz'altro considerare parte della cosiddetta dieta mediterranea e cucina popolare. Il consumo di carne e pesce è piuttosto moderato. La maccuarnàr, nome dialettale della maccaronara, è il piatto per eccellenza di Melfi, fatto con un tipo di pasta fresca preparata con un mattarello in metallo con lame affilate che consente di ottenere maccheroni con una tipica sezione quadrata. Si condisce con sugo di coniglio o maiale. Un altro primo piatto tipico sono lagane e noci, un formato di pasta simile alle tagliatelle ma più corto e largo con l'aggiunta di pomodoro e peperoncino.
Tra gli altri piatti vi sono il pancotto, che nella versione locale viene preparato con aglio, rape e peperoni cruschi; le cicerchie con crostini di pane e cipolla; e u' cunzaridd, contorno a base di pomodori gialli, peperoni cruschi, acciughe e sponsali. Dolci tradizionali melfitani sono i calzoncelli, localmente detti cauzuncidd, piccoli ravioli cotti al forno, preparati con una sfoglia di farina di grano duro, uova, olio ed, in alcune versioni, vino bianco. Ingredienti per il ripieno sono ceci, castagne, mandorle e cioccolato fondente e possono essere accompagnati con del vincotto. I calzoncelli sono riconosciuti come prodotto PAT.

### Eventi
- Scaricavascio: manifestazione in onore di Sant'Antonio, scomparsa negli anni venti del novecento, in cui ragazzi di età compresa dai 15 ai 30 anni costituivano piramidi umane.
- Corteo Storico Federiciano: nato nel 1997, è un evento che si tiene nell'ultima settimana di ottobre e rappresenta le attività più importanti svolte da Federico II a Melfi. Si celebra nei giorni di venerdì, sabato e domenica dell'ultima settimana di ottobre e si assiste al raduno dei falconieri di tutta Europa, gara di caccia con i falconi, danze e musiche medievali per le vie principali della città, il corteo dell'imperatore Federico II e dei suoi sudditi, la cerimonia di investitura di un cavaliere secondo il diritto normanno e il torneo medievale degli antichi casati di Melfi.
- Festa dello Spirito Santo:[79] conosciuta anche come la "Pasqua di Sangue", ricorda il giorno della Pentecoste, quando ci fu l'assedio di Melfi da parte dei francesi nel marzo 1528 e il ritorno degli abitanti in città dopo il saccheggio con pellegrinaggio sul Monte Vulture, sfilata del corteo storico per le vie della città e spettacoli di sbandieratori e cavalieri in costume.
- Rally Puglia & Lucania: gara automobilistica su terra originalmente denominata Rally del Vulture che parte da Melfi e coinvolge altri comuni come Atella, Bella, Rapone, Rionero, Ruvo del Monte, San Fele e città di altre regioni come Lacedonia (provincia di Avellino) e Rocchetta Sant'Antonio (provincia di Foggia). Costituisce oggi il più importante evento sportivo della Basilicata avendo validità per il Campionato Italiano ed Europeo Cross Country Rally riservato ai Fuoristrada e per il Trofeo Rally Terra riservato alle vetture da corsa.
- Coppa d'Autunno: rievocazione storica della gara auto-motociclistica organizzata per la prima volta nel 1949 dall'Ing. Michele Pastore (1ª gara organizzata in Basilicata da Lucani), giunta nel 2023 alla XIX EDIZIONE che si terrà il 16-17 settembre sulle strade del Vulture-Melfese-Alto Bradano. La gara è stata recuperata, per la specialità Regolarità per Autostoriche, dalla A.S.D. Team Coppa d'Autunno - Melfi, raccogliendo un suggerimento del Dirigente ACI Sport M. W. Oliva ed in collaborazione con l'Automobile Club di Potenza, nel 2012 con la IX Edizione.
- Festa delle Pannedduzze: celebrata l'8 dicembre, consiste nella distribuzione del tipico pane azzimo di origine albanese. Tutto ciò risale al momento dopo l'eccidio francese del 1528, quando la cittadina venne ripopolata da vari individui, tra cui una colonia di albanesi venuta a Melfi per un editto dell'imperatore Carlo V. La colonia introdusse questi piccoli pani azzimi, distribuiti durante la messa.

## Geografia antropica

### Suddivisioni storiche

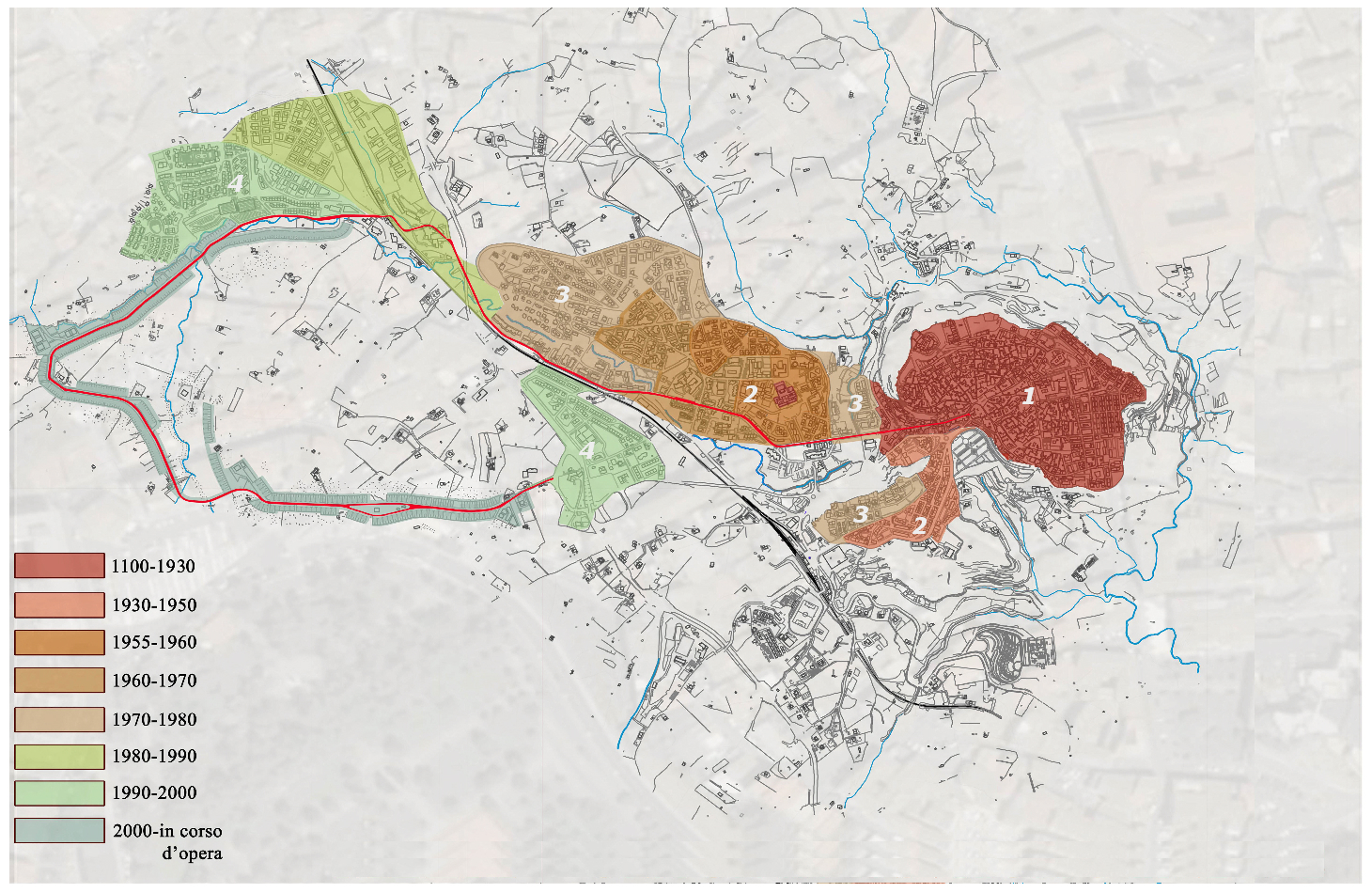
Sviluppo urbanistico:
1) Centro storico.
2) Stazione, Valleverde.
3) Valleverde, Cappuccini.
4) Incoronata, Bicocca.

#### Il centro storico
La città di Melfi si è sviluppata inizialmente sulla collina alla cui sommità svetta il castello. Il primo impianto urbano sorgeva nella zona nord ovest, in mariera radiale rispetto alla Piazza della Corte (oggi Piazza Umberto I). All'antico borgo medievale, che aveva come limite ad est la Cattedrale di Santa Maria dell'Assunta e la strada che la collega alla Porta Venosina (attuale via Garibaldi), si sono aggiunti nuovi nuclei legati a livello economico, sociale e religioso con il borgo primitivo. La loro nascita si è resa necessaria per l'incremento demografico e per le ricostruzioni post terremoto, come nel 1851 e 1930.
- Borgo medievale, è l'area a forma di trapezio compresa tra San Lorenzo (probabilmente la più antica chiesa della città), il Castello, la Cattedrale, la Porta Venosina.
- Chiuchiari: rione a sud-est rispetto alla Cattedrale, abitato nel XVI secolo da popolazioni albanesi immigrate, guidate dal Capitan Kiukieri, da cui il nome del rione.
- Rioni San Michele e San Martino: sorti nel secolo XIX, fuori le mura, nel versante di Porta Calcinaia e Porta Bagno, nella zona tra il vallone Capigrassi ed il monte Tabor (o collina dei Cappuccini); ebbero gravi danni al terremoto del 1930 al punto da sconsigliarne la ricostruzione, lasciando due ampi spazi aperti: l'allora Largo Abele Mancini (o piazza mercato), e l'area che fu utilizzata come Campo Sportivo, oggi Piazza Festa Campanile.
- Casette: all'estremo oriente della collina, è un rione molto ordinato con pianta a scacchiera, edificato in seguito al sisma del 1930, con case antisismiche monoplanari in muratura portante.

#### Quartieri moderni
A partire da metà degli anni cinquanta è cominciata l'espansione edilizia della città, ovviamente fuori le mura, avendo esaurito gli ultimi spazi della collina con la costruzione del rione Case Nuove, a sud-est, nei pressi del vecchio carcere. La città necessariamente iniziava a mutare la sua pianta, da radiale e lineare.
- Stazione: si intende tutto l'edificato tra Piazza Abele Mancini e la stazione ferroviaria, lungo la via Gabriele D'Annunzio e via Santa Sofia, risale agli anni sessanta.
- Cappuccini, tutta la zona a monte di via Santa Sofia (o via vecchia), è stato costruito negli anni settanta e ottanta.
- Valleverde: con il rione Stazione ha segnato il primo sviluppo urbanistico lineare della città; si è sviluppata sin dagli anni sessanta, a monte della Strada Statale per Foggia; è il quartiere più esteso e più popoloso della città.
- Contrada Incoronata e Contrada Bicocca: espansione del XXI secolo, al di là della linea ferroviaria, lungo la Via Monteverde, a nord-ovest del borgo medievale, sulla linea d'aria più breve verso il fiume Ofanto; presentano palazzine condominiali insieme a villette a schiera, e una zona commerciale della grande distribuzione organizzata; è abitata da una popolazione di età media più giovane rispetto alle altre parti della città.

### Frazioni
- Leonessa di Melfi
- San Nicola di Melfi
- Foggiano (Melfi)

## Economia

### Agricoltura

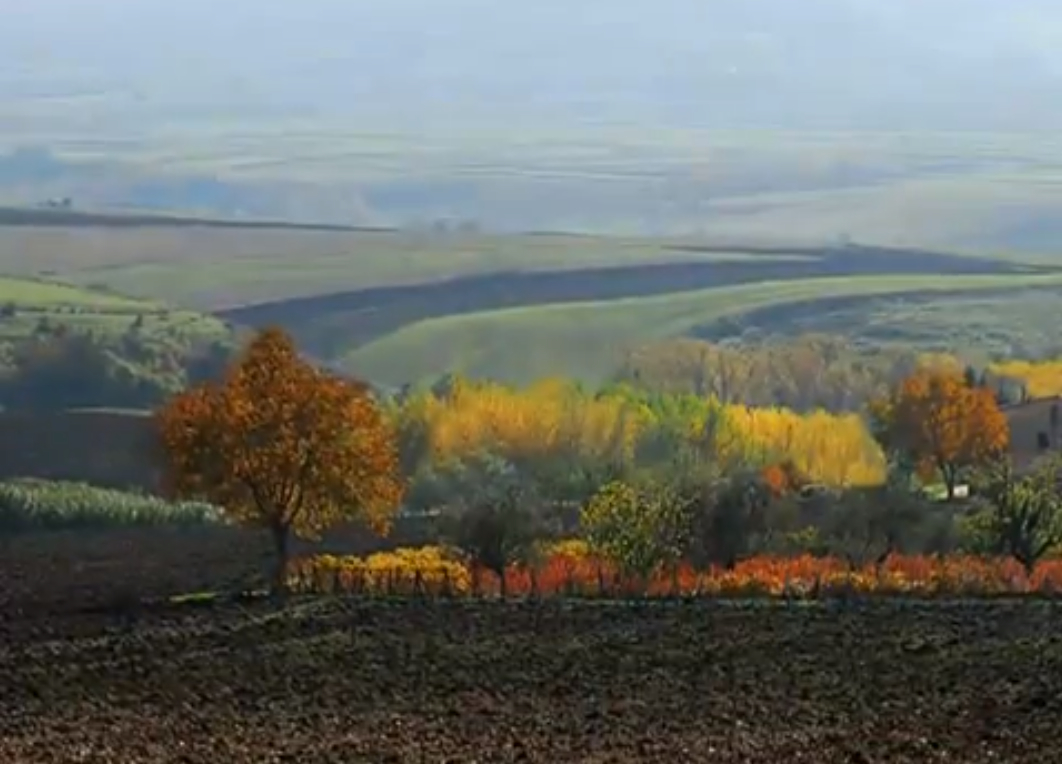
Campi coltivati

Le colture principali sono il grano duro (coltivato prevalentemente nella parte di territorio pianeggiante del comune detta Basso Melfese) e vi è una cospicua presenza di vigneti, oliveti ed estesi boschi di castagni alle falde del vulcano spento Monte Vulture. Dai vigneti deriva l'apprezzato Aglianico del Vulture DOC, uno dei più grandi vini rossi d'Italia. La zona di produzione di questo vitigno comprende, oltre Melfi, i comuni di Rionero in Vulture, Barile, Rapolla, Atella, Ripacandida, Ginestra, Maschito, Forenza, Acerenza, Venosa, Lavello, Palazzo San Gervasio, Banzi, Genzano di Lucania. Importante anche la coltivazione dell'olivo, ove viene prodotto l'olio d'oliva del "Vulture", che ha ricevuto il marchio DOP.
Anche questo prodotto non si limita alla sola zona di Melfi, ma si estende ad altri comuni del Vulture come Barile, Rionero, Rapolla, Atella e Ripacandida. Tuttavia, il prodotto che Melfi vanta maggiormente è il "marroncino", un tipo di castagna precoce a forma tondeggiante per lo più simmetrica, dalla buccia di color marrone lucido con evidenti striature e dalla polpa croccante. Il marroncino è parte integrante della tradizione culinaria melfitana, facendo da base a varie ricette dolci e salate, ed è molto ricercato dalle industrie della preparazione del marron glacé.

### Industria
Il settore secondario, carente fino agli inizi degli anni novanta, ha subìto un certo impulso nella frazione San Nicola, che ha reso Melfi uno dei centri industriali più rilevanti della regione. In quel luogo è stata realizzata la SATA, un grande polo industriale, dove tra installazioni medio piccole è stata costruita tra il 1991 e il 1993 una delle più importanti fabbriche di auto FIAT.
Lo stabilimento ha contribuito alla ripresa produttiva della FIAT a metà degli anni novanta e alla crescita delle sue quote di mercato in Europa. L'area industriale è nota per la produzione della Grande Punto e, tra le altre vetture prodotte, la Grande Punto Abarth e la Lancia Y. Nel 2010 la FIAT di Melfi raggiunse il traguardo dei cinque milioni di vetture prodotte. Nel 2014 vi nascono due crossover, la Jeep Renegade e la Fiat 500X. Oggi l'impianto è controllato dalla multinazionale olandese Stellantis.
Altro importante impianto produttivo presente nella frazione è quello della Barilla, sorto nel 1994, dotato di una superficie di oltre 51000 m² e con 350 unità lavorative, il cui investimento ammontò a 156 miliardi di lire. Lo stabilimento realizza i tre prodotti alimentari della linea Mulino Bianco: fette biscottate, biscotti e merendine. Melfi ospita anche la sede dell'azienda di acque minerali Gaudianello, originariamente fondata a Rionero in Vulture, ove però viene effettuata l'estrazione (assieme alla frazione Monticchio). La Gaudianello è tra le prime 10 aziende nazionali del settore e al 4º posto in Italia nel comparto delle acque effervescenti naturali.

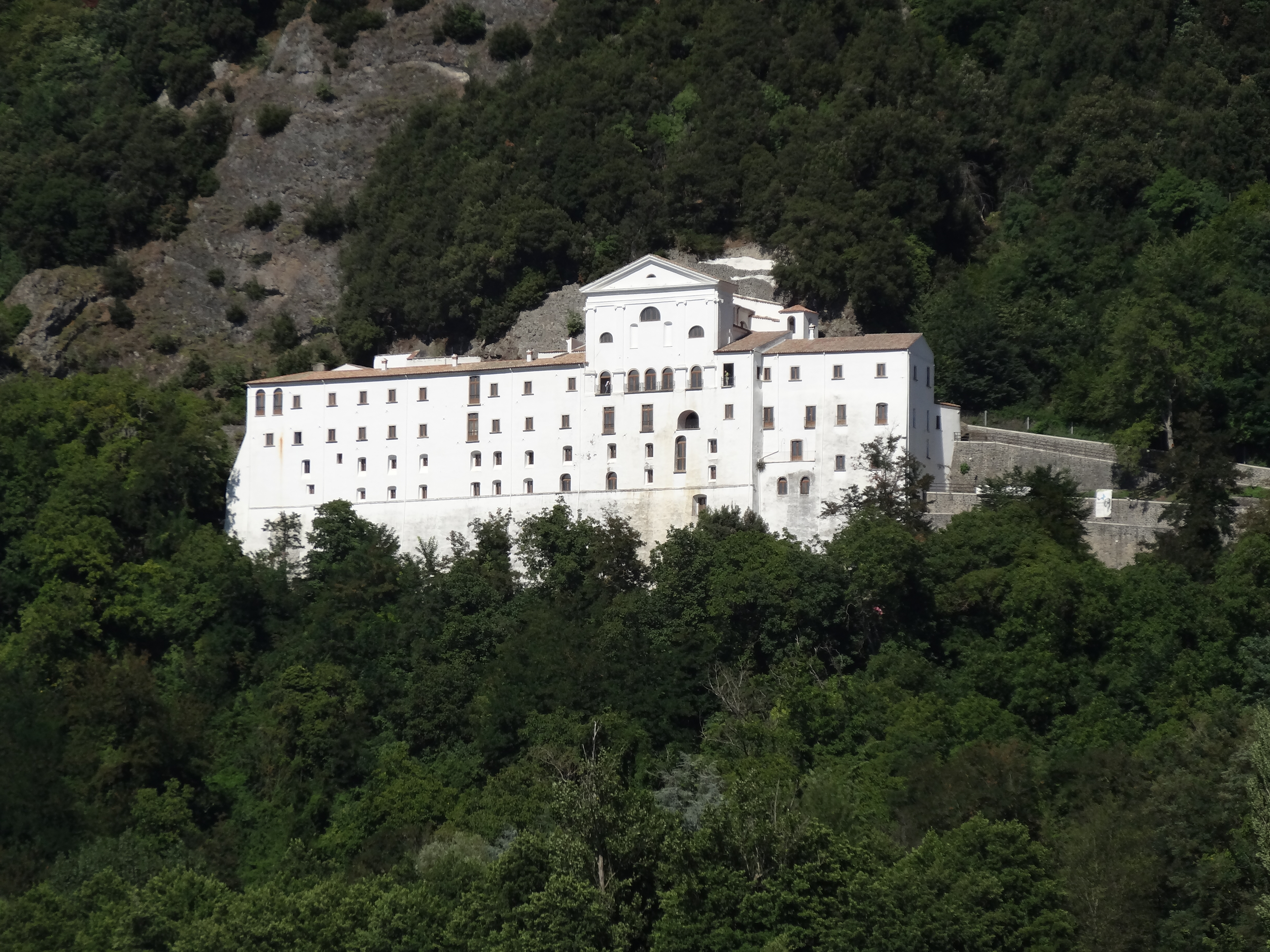
L'Abbazia di San Michele

### Turismo
Il turismo rappresenta una discreta fonte di reddito, in lento incremento, ma che conserva un grande potenziale. I visitatori preferiscono soggiorni piuttosto brevi mentre sono in transito verso altre destinazioni. A questi si aggiungono i turisti di giornata, ma anche gli emigrati che rientrano per il rituale soggiorno estivo.
Tra le maggiori attrattive di Melfi figurano: il sistema museale, i monumenti di interesse storico, religioso e artistico, l'enogastronomia e la grande varietà paesaggistica. Tra le zone naturali più rinomate ci sono il Monte Vulture, la valle dell'Ofanto, l'oasi naturalistica ed ecologica di Monticchio Laghi.

#### Escursionismo

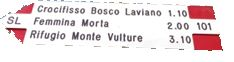
Sentiero 101 del Vulture

- Il Monte Vulture è raggiungibile a piedi dalla città, percorrendo il sentiero 101, segnato a partire dal Castello di Melfi, fino in vetta, al Rifugio Monte Vulture (1283 m s.l.m.). La difficoltà escursionistica non è elevata e l'andamento altimetrico si mantiene regolare e agevole; anche il fondo calpestabile è regolare. Il sentiero ha un tempo di percorrenza di 3 ore circa. L'itinerario in buona parte è una strada forestale, in parte asfaltata, in parte a fondo naturale, e attraversa boschi di castagni prima e di conifere poi.[85]
- Monte Vulture e Badia di San Michele a Monticchio Bagni (735 m) hanno per collegamento un'antica mulattiera inserita in boschi di castagno, cerro, faggio e conifere. Il sentiero, che ha difficoltà escursionistica media, misura meno di 5 km e si percorre in due ore circa.
- Dalla via per Monticchio, poco dopo la Chiesa dell'Incoronata, sulla destra parte la strada per il Monte Lapis, con un fondo buono per camminatori e per ciclisti di mountain-bike. La sommità di questo colle, che raggiunge quota 640 m s.l.m., si raggiunge in un'ora e mezza di cammino, percorrendo 2,5 km di strada rurale. Dall'alto si ha una panoramica sulla Valle dell'Ofanto e ci si trova allineati tra il Castello Aragonese di Monteverde a ovest e il Castello Normanno di Melfi a est, ben distinguibili ad occhio nudo.
- Si possono raggiungere a piedi anche le terme di Rapolla, partendo dal centro storico di Melfi. Come prima tratta si scende dal borgo medievale percorrendo la via Bagno e poi la Strada Provinciale 111 Madama Laura, in direzione nord-est, fino al Ponte Gaetaniello sul torrente Melfia. Superato il ponte, si imbocca la strada sulla destra che costeggia il torrente e corre parallela alla conformazione della collina sulla quale sorge il castello. Dopo pochi chilometri la strada da asfaltata diventa sterrata, per poi presto trasformarsi in sentiero, non segnato. La direzione è indicata dal torrente, che si costeggia sempre dallo stesso lato. Sul percorso si incontrano resti di antiche costruzioni. Si giunge alle Terme Ala in tre ore di cammino circa.

## Infrastrutture e trasporti

### Strade
Le principali direttrici stradali che interessano Melfi sono:
- strada statale 658 Potenza-Melfi
- strada statale 93 Appulo-Lucana
- strada statale 401 dell'Alto Ofanto e del Vulture
- strada statale 655 Bradanica

### Ferrovie
La città di Melfi ha una propria stazione ferroviaria, sulla linea Foggia-Potenza.
Nel territorio comunale di Melfi è anche situata la stazione di Monteverde, sulla ferrovia Avellino-Rocchetta Sant'Antonio, e vi era, inoltre, situata la stazione di Pisciolo.

### Mobilità urbana
Il trasporto urbano, articolato in 6 linee, è gestito da Moretti Autolinee attraverso la controllata Moretti & Tenore Autolinee s.r.l.

## Amministrazione

### Cronologia dei sindaci
| Periodo | Periodo   | Primo cittadino              | Partito                              | Carica      | Note |
| ------- | --------- | ---------------------------- | ------------------------------------ | ----------- | ---- |
| 1946    | 1947      | Giuseppe Bellini             | Democrazia Cristiana                 | Sindaco     |      |
| 1947    | 1949      | Nicola Grieco                | Democrazia Cristiana                 | Sindaco     |      |
| 1949    | 1950      | Antonio Ricciardi            | Democrazia Cristiana                 | Sindaco     |      |
| 1950    | 1951      | Italo Lamorgese              |                                      | Comm. pref. |      |
| 1951    | 1956      | Ascanio Sibilla              | Democrazia Cristiana                 | Sindaco     |      |
| 1956    | 1961      | Nino Carbone                 | Democrazia Cristiana                 | Sindaco     |      |
| 1961    | 1963      | Giuseppe Lasala              | Democrazia Cristiana                 | Sindaco     |      |
| 1963    | 1964      | Italo Lamorgese              |                                      | Comm. pref. |      |
| 1964    | 1966      | Nino Carbone                 | Democrazia Cristiana                 | Sindaco     |      |
| 1966    | 1968      | Antonio Fundone              | Democrazia Cristiana                 | Sindaco     |      |
| 1968    | 1968      | Elvio Salvatore              | Partito Socialista Italiano          | Sindaco     |      |
| 1968    | 1973      | Raffaello Lospinoso Severini | Democrazia Cristiana                 | Sindaco     |      |
| 1973    | 1973      | Agostino Araneo              | Democrazia Cristiana                 | Sindaco     |      |
| 1973    | 1974      | Raffaello Lospinoso Severini | Democrazia Cristiana                 | Sindaco     |      |
| 1974    | 1975      | Agostino Araneo              | Democrazia Cristiana                 | Sindaco     |      |
| 1975    | 1975      | Renato Catalani              | Democrazia Cristiana                 | Sindaco     |      |
| 1975    | 1978      | Raffaello Lospinoso Severini | Democrazia Cristiana                 | Sindaco     |      |
| 1978    | 1979      | Felice Iannuzzi              | Democrazia Cristiana                 | Sindaco     |      |
| 1979    | 1980      | Alfonso Salvatore            | Partito Socialista Italiano          | Sindaco     |      |
| 1980    | 1981      | Elvio Pietrantuono           | Partito Socialista Italiano          | Sindaco     |      |
| 1981    | 1982      | Alfonso Salvatore            | Partito Socialista Italiano          | Sindaco     |      |
| 1982    | 1983      | Ferdinando Bagnale           | Democrazia Cristiana                 | Sindaco     |      |
| 1983    | 1986      | Alfonso Salvatore            | Partito Socialista Italiano          | Sindaco     |      |
| 1986    | 1988      | Egidio Giorgio               | Partito Socialista Italiano          | Sindaco     |      |
| 1988    | 1988      | Giuseppe Brescia             | Partito Comunista Italiano           | Sindaco     |      |
| 1988    | 1992      | Tommaso Bufano               | Democrazia Cristiana                 | Sindaco     |      |
| 1992    | 1993      | Gaetano Araneo               | Democrazia Cristiana                 | Sindaco     |      |
| 1993    | 1997      | Giuseppe Brescia             | Partito Democratico della Sinistra   | Sindaco     |      |
| 1997    | 2000      | Nicola Pagliuca              | Polo per le Libertà (FI-AN-CCD-CDU)  | Sindaco     |      |
| 2000    | 2001      | Giacomo Armentano            |                                      | Comm. pref. |      |
| 2001    | 2006      | Alfonso Ernesto Navazio      | Casa delle Libertà (FI-AN, CCD, CDU) | Sindaco     |      |
| 2006    | 2010      | Alfonso Ernesto Navazio      | Casa delle Libertà (FI-AN, CCD, CDU) | Sindaco     |      |
| 2010    | 2011      | Fausto Gianni                |                                      | Comm. pref. |      |
| 2011    | 2021      | Livio Valvano                | (PSI- PD–UDC-SEL–Civiche)            | Sindaco     |      |
| 2021    | in carica | Giuseppe Maglione            | (FI - Lega – IV)                     | Sindaco     |      |

### Gemellaggi
- Lerum

## Sport

### Calcio

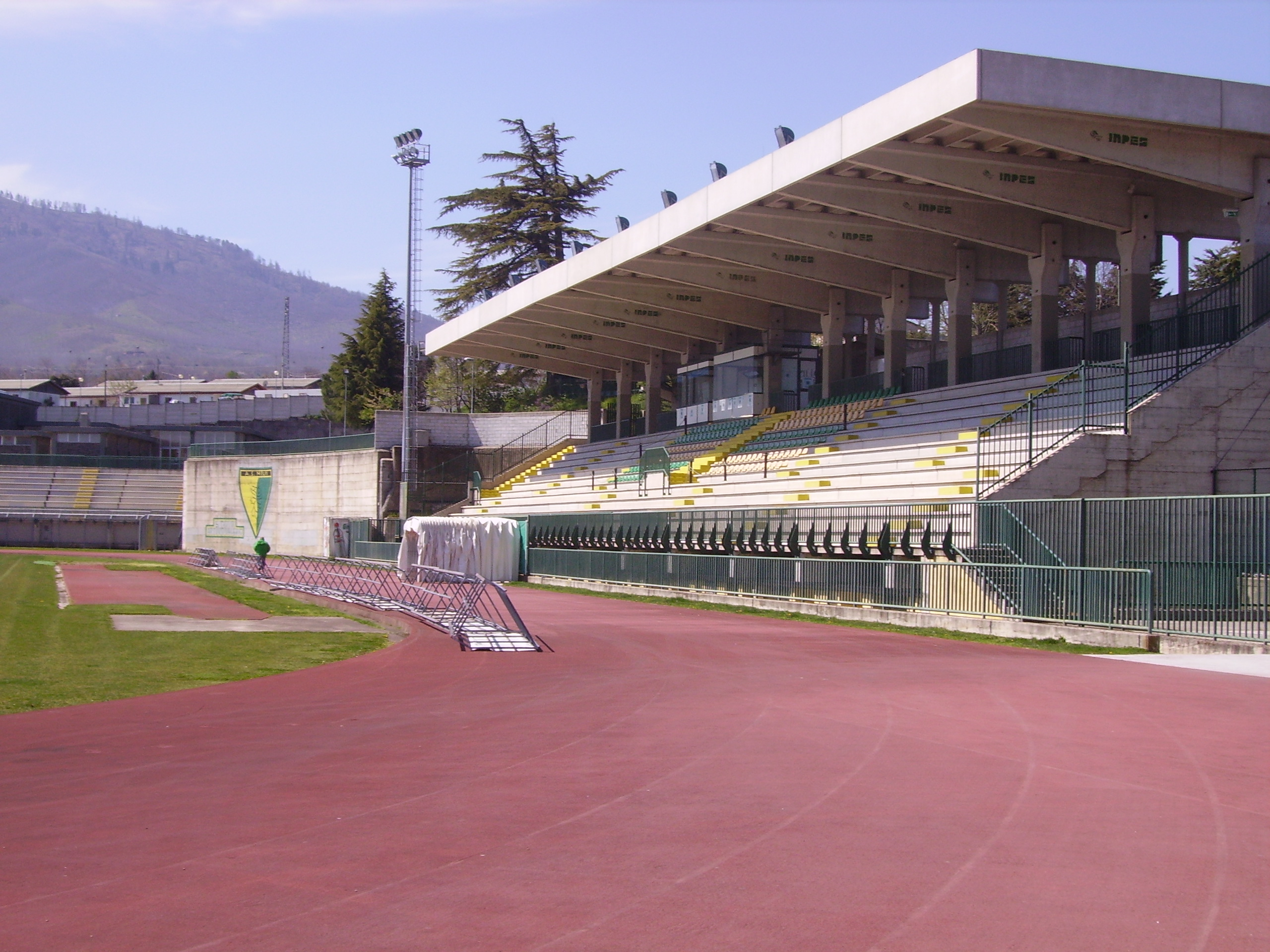
Lo Stadio

La principale squadra di calcio della città è l'A.S. Melfi fondata nel 1929 che milita nell'Eccellenza.
L'altra squadra di calcio è l'A.S.D. Sport Melfi 1983 che milita in Prima Categoria.

### Basket
La società di basket locale è la Normanna Basket Melfi, che milita in Divisione 1 Campania, Girone B.

### Pallavolo
Nella pallavolo Melfi è stato rappresentato dalla squadra femminile Audax Roselli, che ha raggiunto la Serie A2.

### Ciclismo
Melfi è stata tre volte arrivo di tappa del Giro d'Italia: il 30 maggio 1992 con la 6ª tappa, vinta da Guido Bontempi., il 26 maggio 1994 con la 5ª tappa, vinta da Endrio Leoni. e l'8 maggio 2023 con la 3ª tappa, vinta da Michael Matthews.

### Impianti sportivi
Gli impianti sportivi sono:
- Stadio Arturo Valerio: situato in contrada Sant'Abruzzese, inaugurato nel 1982, ha una capienza di 4 100 posti circa a sedere. L'impianto è dotato inoltre della pista d'atletica, e di aree per il salto in lungo, il salto in alto, il getto del peso e il tiro del giavellotto. È idoneo per manifestazioni in notturna.
- Palasport Michele Pastore: costruito nel 1995, si trova in via Foggia. Ha una capienza di 824 posti a sedere (circa 1 500 per i concerti) ed è centro di numerose attività sportive, tra cui pallacanestro, pallavolo, calcio a 5 e danza.
- Piscina comunale Mauro Tartaglia: in contrada Sant'Abruzzese, con una vasca da 25 metri a sei corsie.
- Circolo Tennis Melfi: in contrada Sant' Abruzzese, con un campo coperto e due scoperti, superficie sintetica di categoria 4 certificata ITF.[senza fonte]